# Volkswagen Polo
Volkswagen Polo (ˈpoːlo, рус. Фольксва́ген По́ло) — компактный автомобиль немецкого автоконцерна Volkswagen, находящийся в производстве с 1975 года. Выпускается с кузовами типа хетчбэк (Polo, Polo Coupe), седан (Derby, Polo Classic, Polo Sedan), универсал (Polo Variant) и грузопассажирский фургон (Caddy). В 2010 году был признан автомобилем года в Европе и в мире. Polo стабильно входит в десятку самых продаваемых автомобилей Европы. С 2010 года Polo производится по полному циклу на заводе Volkswagen в России под Калугой.

## История

### Предыстория

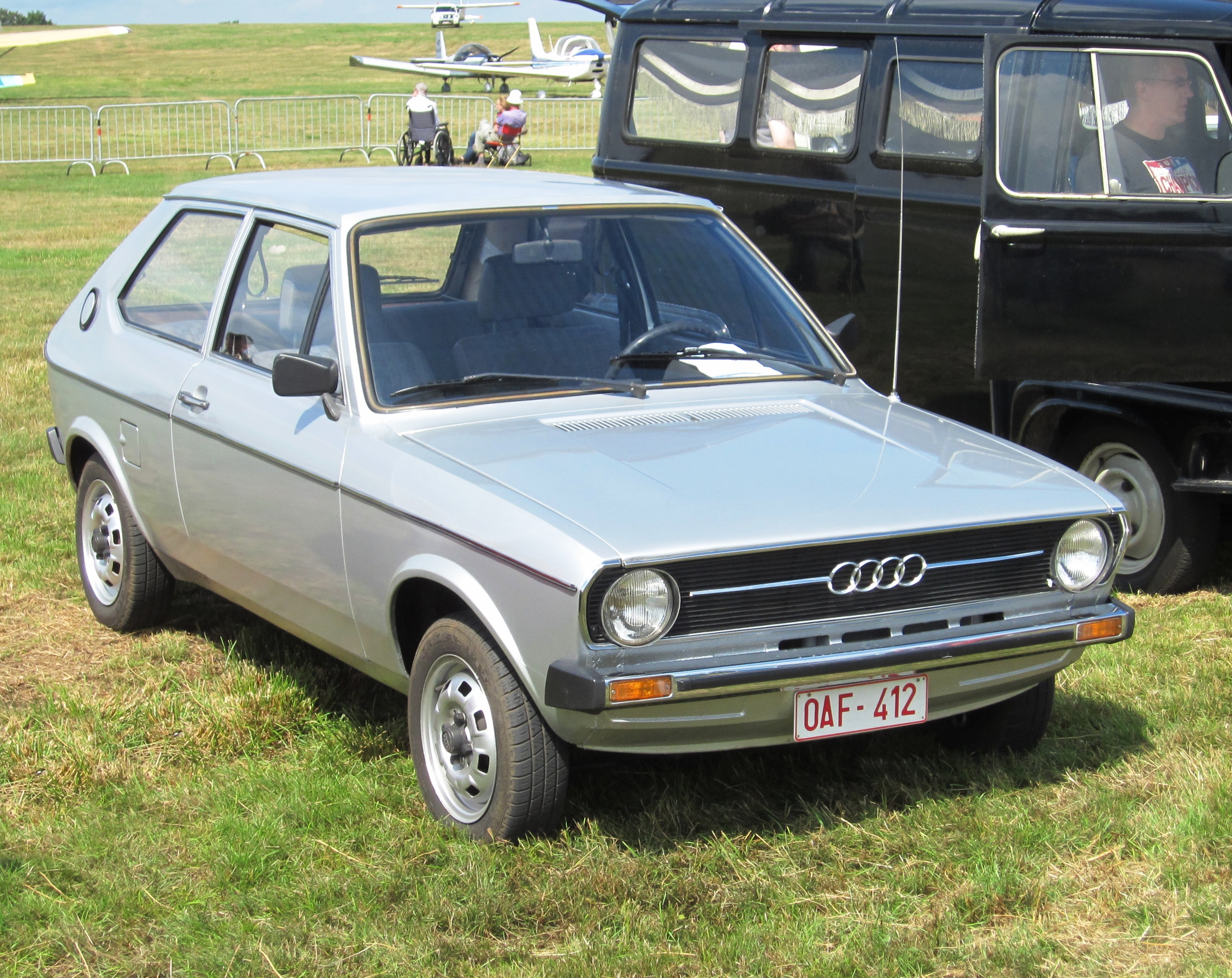
Audi 50

После окончания Второй мировой войны большинство заводов автомобильного объединения Auto Union оказались в Советской зоне оккупации, где были национализированы и демонтированы. Тем не менее несколько акционеров компании, оставшихся в Западной Германии, в конце 1945 года попытались возродить Auto Union на его исторической родине в городе Ингольштадт в Баварии. Эти титанические усилия привели к тому, что 3 сентября 1949 года компания была зарегистрирована и начала выпуск мотоциклов и небольших развозных автомобилей под маркой DKW. Дела постепенно налаживались, но забастовка металлургов Баварии в августе 1954 года, одна из крупнейших в послевоенной Германии, к которой присоединились рабочие автомобильного завода, серьёзно подорвала финансовое состояние Auto Union. В результате, в апреле 1958 года 88% акций компании были приобретены фирмой Daimler-Benz.
В начале 1960-х автомобили DKW стали терять популярность, в основном из-за анахроничного двухтактного двигателя. Для исправления ситуации руководство Daimler-Benz направило своего специалиста по двигателям Людвига Крауса (нем. Ludwig Kraus) в Ингольштадт, назначив его техническим директором. Перед ним была поставлена задача адаптировать новый четырёхтактный четырёхцилиндровый двигатель Daimler для использования на автомобилях DKW. Оснащённый этим двигателем переднеприводной DKW F103 увидел свет в 1965 году. Позже этот автомобиль был переименован в Audi 72 и стал первым автомобилем с этим именем в послевоенной истории.
Строительство нового автозавода в Ингольштадт, начатое в 1958 году, и общий спад спроса на автомобили в начале 1960-х привели к тому, что к 1964 году финансовое состояние Auto Union стало плачевным. Несмотря на успешное развитие бизнеса головной фирмы, на Daimler-Benz всё-таки решили отказаться от убыточного предприятия и продали его в несколько этапов, начиная с 1964 года, концерну Volkswagen. Руководство Volkswagen было очень низкого мнения о продукции Auto Union, к тому же «Жук» продавался хорошо, и его сборка была быстро налажена на новом заводе в Ингольштадт в 1959 году. Более того, было дано прямое указание прекратить все новые разработки. Но у Людвига Крауса было другое мнение на этот счёт, и под его руководством проектирование продолжалось в тайне от головной фирмы. Вскоре Рудольф Лейдинг (англ. Rudolf Leiding), посланный руководством Volkswagen «разобраться» со вновь приобретённым активом, обнаружил пластилиновые макеты нового автомобиля. Внешний вид будущего автомобиля и технические новинки, заложенные в его конструкцию, понравились Лейдингу, и он отстоял перед руководством Volkswagen новый проект. Так в 1968 году появился знаменитый Audi 100.
Далее последовал Audi 80 и наконец в 1974 году — Audi 50, последний автомобиль, созданный под руководством Крауса. Маленький автомобиль оказался к месту: в конце 1973 года разразился топливный кризис и небольшие экономичные автомобили становились всё популярнее. Через полгода производство этого автомобиля под новым названием Volkswagen Polo началось на автозаводе в Вольфсбурге. Кризис заканчивался, экономика Германии росла, и всё больше немецких покупателей обращали свой взор на большие и дорогие автомобили, поэтому было решено переориентировать фирму и бренд Audi на производство автомобилей премиум-класса. В 1978 году производство Audi 50 было прекращено, а небольшие автомобили под маркой Volkswagen Polo продолжили своё шествие по рынкам мира.

### Polo I
В марте 1975 года автомобиль под новым названием Polo начал сходить с конвейера головного автозавода фирмы Volkswagen в Вольфсбурге. Его внешний вид был разработан Марчелло Гандини, который в те годы работал в ателье Bertone. Небольшой переднеприводной автомобиль имел цельнометаллический закрытый трёхдверный (две боковые двери и крышка багажника) кузов типа хетчбэк. Характерной деталью его внешнего вида были круглые вентиляционные отверстия на задних стойках. Отделка салона была простой и недорогой, имелось только самое необходимое оборудование. Зато автомобиль имел большой багажник объёмом 258 (238 по методике VDA) литров, а при сложенных задних сидениях — 900 (840) литров.
Первоначально автомобиль оснащался 0,9-литровым двигателем мощностью 40 л. с. Двигатель принадлежал к серии бензиновых рядных четырёхцилиндровых четырёхтактных моторов с жидкостным охлаждением. Они имели чугунный блок цилиндров, в котором располагался полноопорный коленчатый вал, головку цилиндров из алюминиевого сплава с расположенным в ней одним верхним распредвалом (SOHC), который приводился зубчатым ремнём, и по два клапана на цилиндр. Двигатель располагался спереди автомобиля поперечно, выпускной коллектор находился перед двигателем, по ходу автомобиля, впускной — за двигателем. С двигателем через сухое однодисковое сцепление состыковывалась четырёхступенчатая механическая коробка передач.
Ходовая часть состояла из передней независимой подвески со стойками Макферсон и стабилизатором поперечной устойчивости, задней полунезависимой подвески с Н-образной скручивающейся балкой и реечного рулевого управления. Двухконтурная тормозная система с диагональным разделением контуров имела спереди дисковые тормоза (только на автомобилях самого первого выпуска спереди стояли барабанные тормозные механизмы), а сзади — барабанные. На автомобиль устанавливались колёса размерностью 5,5x12 и шины с шириной профиля 135 мм.

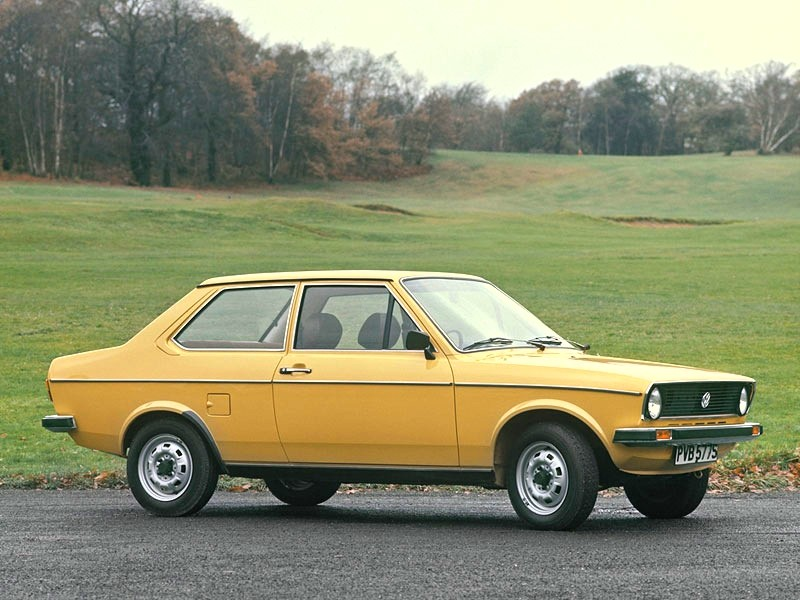
Derby

С 1976 года был добавлен 1,1-литровый двигатель, который в зависимости от степени форсировки развивал либо 50 л. с. (Polo L), либо 60 л. с. (Polo GLS). На все автомобили стали устанавливать открывающийся снаружи замок правой двери и 13-дюймовые колёса (4,5Jx13). От базового автомобиля Polo L внешне отличался тонкими боковыми молдингами и имел лучшее оснащение, например, передние подлокотники и трёхточечные ремни безопасности. Автомобиль Polo GLS был укомплектован ещё лучше: он имел декоративные колпаки колёс и широкие шины (145SR13), индикатор температуры двигателя и часы на передней панели, закрывающийся крышкой подсвечиваемый перчаточный ящик. На все модели с 1,1-литровыми моторами стали устанавливать стабилизатор поперечной устойчивости сзади.
В январе 1977 года появилась версия с кузовом седан, которую назвали Derby. Автомобиль был технически идентичен Polo, за исключением усиленной задней подвески, имел только двухдверный кузов и приличных размеров (515 л) отдельный багажник. Он оснащался 1,1-литровым мотором мощностью 50 л. с. или новым 1,3-литровым двигателем мощностью 60 л. с., который вскоре стали устанавливать на Polo GLS взамен 1,1-литрового мотора той же мощности.

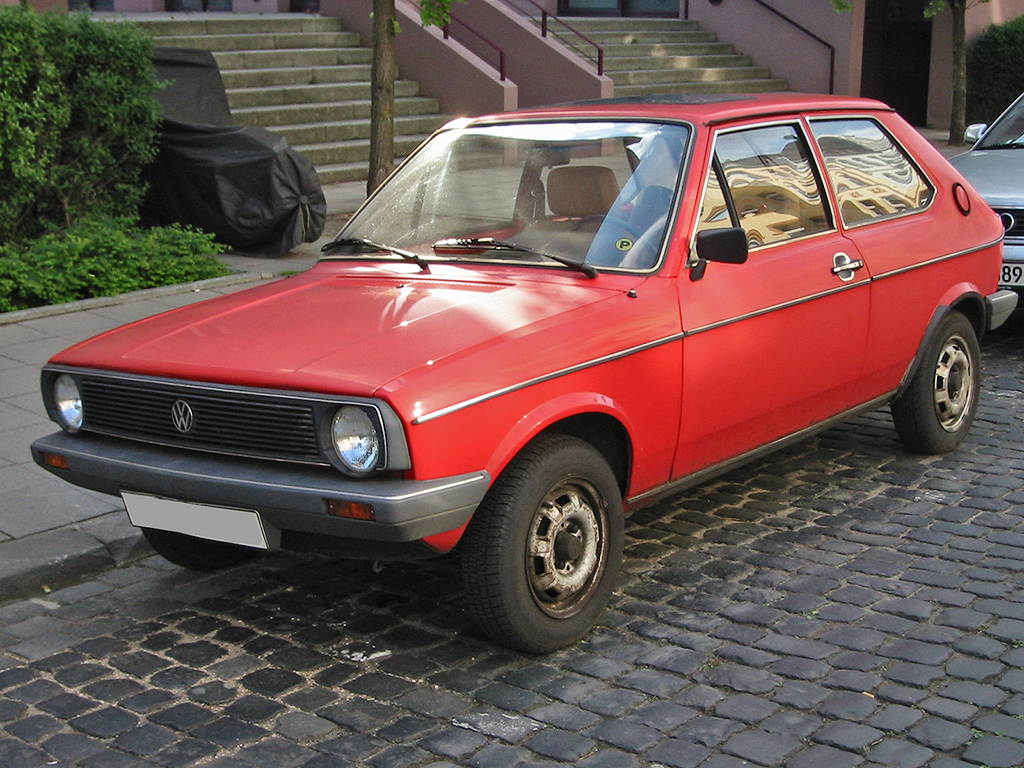
1979 Polo с новыми бамперами и облицовкой радиатора

Объёмные пластиковые бампера и новая решётка радиатора, а у Derby — квадратные фары появились в 1979 году. Они сделали внешний вид автомобилей современнее и улучшили их обтекаемость. Панель приборов также была немного изменена, на все модели стали устанавливать закрывающийся перчаточный ящик. Появился Polo GT со спортивными колёсами, красной надписью GT на облицовке радиатора, спидометром с делениями красного цвета и другими спортивными аксессуарами.
В январе 1981 года были выпущены версии Formel E обоих (хетчбэк и седан) автомобилей, призванные экономить топливо. Они имели 1,1-литровый двигатель с увеличенной до 9,7 степенью сжатия и коробку передач 3+E с уменьшенным передаточным отношением четвёртой передачи. Экономичная (E) передача позволяла на 17% снизить обороты двигателя при движении с постоянной скоростью. Расход топлива таких автомобилей составлял 7,6 л/100 км при смешанном режиме движения.
Автомобили Derby не имели такого же рыночного успеха, как Polo, и их производство было прекращено в июле 1981 года. Чуть позже, осенью, Polo первого выпуска был заменён моделями второго поколения.
| Двигатели и трансмиссия | Двигатели и трансмиссия | Двигатели и трансмиссия | Двигатели и трансмиссия         | Двигатели и трансмиссия     | Двигатели и трансмиссия | Двигатели и трансмиссия | Двигатели и трансмиссия | Двигатели и трансмиссия |
| ----------------------- | ----------------------- | ----------------------- | ------------------------------- | --------------------------- | ----------------------- | ----------------------- | ----------------------- | ----------------------- |
| модель                  | объём, см³              | цилиндров/ клапанов     | мощность л. с./ обороты, об/мин | момент, Нм/ обороты, об/мин | трансмиссия             | годы применения         | примечания              | источник                |
| 0.9                     | 895                     | 4-цил./ 8-кл. SOHC      | 40/5900                         | 61/3500                     | 4-ст. мех.              | 1975—1981               |                         | [ 14 ]                  |
| 1.1                     | 1093                    | 4-цил./ 8-кл. SOHC      | 50/5600                         | 76/3500                     | 4-ст. мех.              | 1976—1981               |                         | [ 14 ]                  |
| 1.1                     | 1093                    | 4-цил./ 8-кл. SOHC      | 60/6000                         | 83/3500                     | 4-ст. мех.              | 1976—1977               | GLS                     | [ 14 ]                  |
| 1.3                     | 1272                    | 4-цил./ 8-кл. SOHC      | 60/5600                         | 93/3400                     | 4-ст. мех.              | 1977—1981               | GLS, Derby              | [ 14 ] [ 15 ]           |
| 1.1 Formel E            | 1043                    | 4-цил./ 8-кл. SOHC      | 40/5300                         | 80/3300                     | 4-ст. мех.              | 1981                    | Formel E                | [ 16 ]                  |

### Polo II

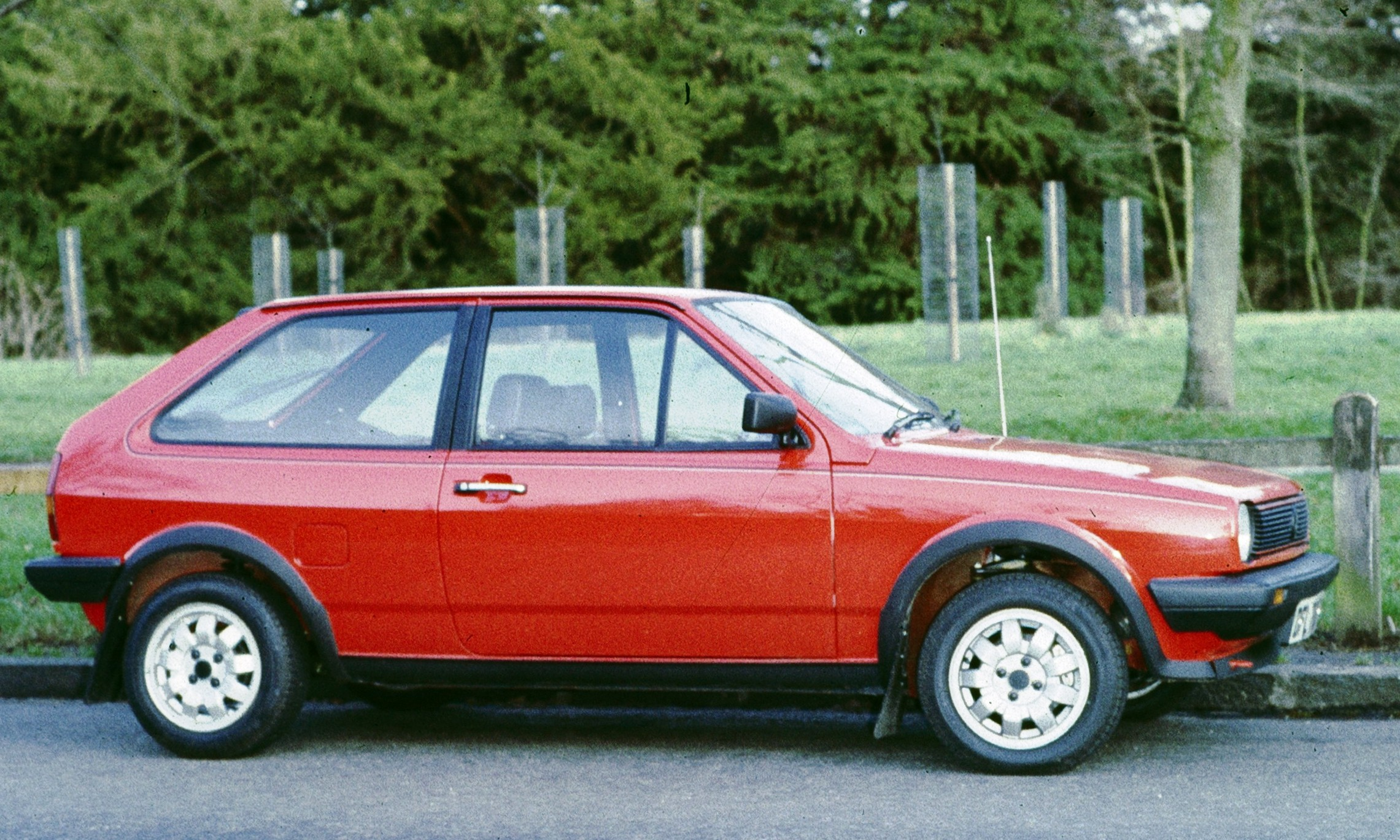
Polo Coupé

В сентябре 1981 года с конвейера в Вольфсбурге начал сходить Polo нового поколения, он имел обновлённый трёхдверный кузов типа хетчбэк (нем. Steilheck) с расположенной почти вертикально задней дверью, выглядел строже и солиднее. В декабре появился Derby с двухдверным кузовом седан, а в начале 1982 года Polo с трёхдверным кузовом с покатой задней дверью, который назвали купе (нем. Coupé). Автомобили были значительно лучше оборудованы и имели три уровня комплектаций: C, CL и GL. В стандартное оборудование входили чёрные колпачки колёс, трёхслойное ветровое стекло, заднее стекло со стеклоочистителем и омывателем. Все места были оборудованы ремнями безопасности, передние сидения имели подголовники. С 1983 года на комплектацию GL стандартно, на остальные — по заказу стали устанавливать задние сидения со складываемой по частям спинкой. В 1985 году появился люк в крыше, как опция, а с 1990 года — мягкая складывающаяся крыша во всю длину салона, которая создавала ощущение езды в кабриолете.
Первоначально на автомобили устанавливались те же, что и на модели первого поколения, двигатели в сочетании с четырёхступенчатой или пятиступенчатой механической коробками передач. В 1983 году новый 1,3-литровый двигатель с центральным впрыском топлива мощностью 55 л. с. заменил старые 1,3-литровый и 1,1-литровый моторы, а в сентябре 1985 года появился новый литровый мотор с гидрокомпенсаторами зазоров в приводе клапанов мощностью 45 л. с. С 1989 года двигатели стали оснащать каталитическими нейтрализаторами. Весной 1987 года на автомобили стали устанавливать самый маленький дизельный двигатель в Германии — 1,3-литровый 45-сильный четырёхцилиндровый рядный форкамерный (предкамерный) дизель жидкостного охлаждения сделанный на базе бензинового мотора. Позже он был заменён на более мощный 1,4-литровый мотор. Дизельные двигатели не пользовались большой популярностью у покупателей Polo.
Ходовая часть осталась прежней: стойки Макферсон спереди, полунезависимая H-образная балка сзади, реечное рулевое управление. Тормозная система с диагональным разделением контуров имела спереди дисковые тормоза, сзади — барабанные. В приводе тормозов появился усилитель и регулятор тормозных сил.
В 1982 году появился Polo GT с 1,3-литровым двигателем мощностью 75 л. с., заниженной на 15 мм подвеской с иными пружинами и амортизаторами и более мощным стабилизатором поперечной устойчивости сзади. Автомобиль имел дополнительную пару галогенных фар, красную отделку переднего и заднего бамперов, спортивные сидения, трёхспицевый спортивный руль и тахометр на приборной панели. Он разгонялся до 100 км/ч за 11 секунд и имел максимальную скорость 170 км/ч.
В 1984 году гамма моделей была дополнена версией начального уровня Fox, в основном ориентированной на молодёжную аудиторию. Модель имела яркие расцветки и была лишена часов, одометра, прикуривателя, крышки перчаточного ящика и отделки задней части салона. С 1987 года она полностью вытеснила комплектацию C.
В мае 1987 года была выпущена ограниченная партия в 1500 штук спортивного автомобиля Polo G40. Мощность 1,3-литрового двигателя с помощью механического нагнетателя типа спиральный компрессор была доведена до 115 л. с. Изменения в шасси включали в себя заниженную подвеску, вентилируемые тормозные диски спереди, литые колёса BBS размерности 5,5Jx13 с шинами 175/60R13. Модель пользовалась спросом, и поэтому с января 1991 года было запущено её второе поколение под названием Polo GT G40. Мощность двигателя этого автомобиля была на две лошадиных силы меньше из-за того, что он был оборудован каталитическим нейтрализатором. Автомобиль имел красную отделку бамперов, эмблему G40 на решётке радиатора и крышке багажника, специальные спортивные сидения в стиле Ле-Ман и размеченный до 240 км/ч спидометр, трёхспицевый спортивный руль и рычаг переключения передач с кожаной отделкой.
В 1984 году Derby получил такие же круглые фары, как Polo, а с января 1985 года это название исчезло из производственной гаммы Volkswagen. В каталогах автомобиль назывался седаном (нем. Stufenheck), а на крышке багажника стали писать просто Polo. В 1990 году производство седанов было прекращено.

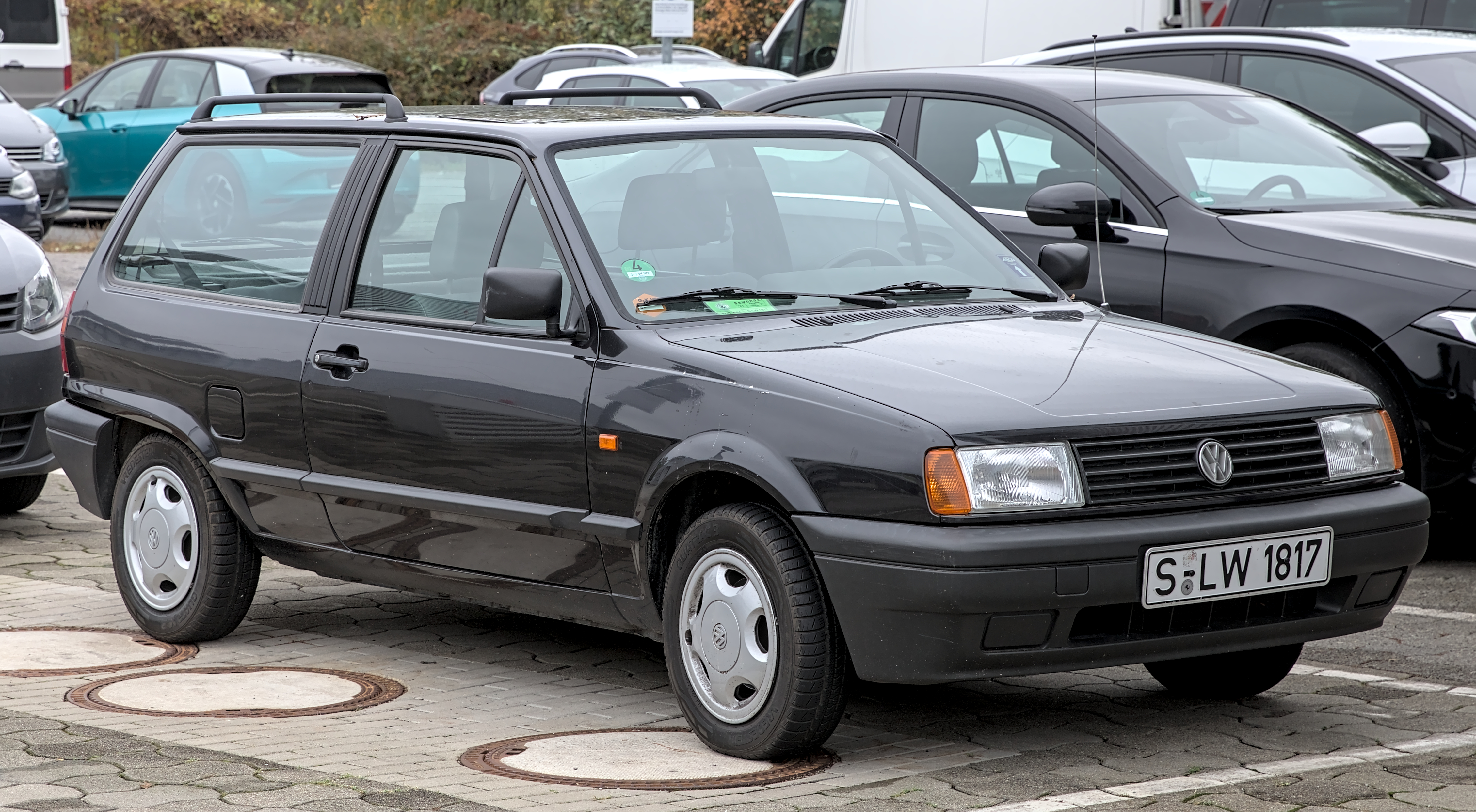
1990 Polo после модернизации

В феврале 1984 года сборка Polo началась в Испании, на заводе SEAT в городе Памплона, а вскоре после объединения Германии, в 1990 году, — на бывшем заводе Trabant в Цвиккау.
В октябре 1990 года после, девяти лет выпуска, Polo и Polo Coupé были модернизированы. Появились прямоугольные фары, более обтекаемые интегрированные бампера, новая облицовка решётки радиатора. В салоне была установлена новая панель приборов, изменено место расположения штатного радио, управление отоплением и вентиляцией стало удобнее.
В августе 1994 года, после 13 лет выпуска и изготовления более 1,7 млн автомобилей, Polo был заменён моделью следующего поколения.
| Двигатели и трансмиссия | Двигатели и трансмиссия | Двигатели и трансмиссия | Двигатели и трансмиссия         | Двигатели и трансмиссия     | Двигатели и трансмиссия | Двигатели и трансмиссия | Двигатели и трансмиссия | Двигатели и трансмиссия |
| ----------------------- | ----------------------- | ----------------------- | ------------------------------- | --------------------------- | ----------------------- | ----------------------- | ----------------------- | ----------------------- |
| модель                  | объём, см³              | цилиндров/ клапанов     | мощность л. с./ обороты, об/мин | момент, Нм/ обороты, об/мин | трансмиссия             | годы применения         | примечания              | источник                |
| Бензиновые              |                         |                         |                                 |                             |                         |                         |                         |                         |
| 1.0                     | 1043                    | 4-цил./ 8-кл. SOHC      | 40/5300                         | 73/2700                     | 4-ст. мех.              | 1981—1985               |                         | [ 16 ]                  |
| 1.0                     | 1043                    | 4-цил./ 8-кл. SOHC      | 45/5600                         | 73/3600                     | 4-ст. мех./5-ст. мех.   | 1985—1990               |                         | [ 16 ]                  |
| 1.0                     | 1043                    | 4-цил./ 8-кл. SOHC      | 45/5600                         | 76/2800                     | 4-ст. мех./5-ст. мех.   | 1990—1994               |                         | [ 16 ]                  |
| 1.1                     | 1093                    | 4-цил./ 8-кл. SOHC      | 50/5800                         | 75/3500                     | 4-ст. мех.              | 1981—1983               |                         | [ 16 ]                  |
| 1.3                     | 1272                    | 4-цил./ 8-кл. SOHC      | 60/5600                         | 93/3400                     | 4-ст. мех.              | 1981—1983               |                         | [ 16 ]                  |
| 1.3                     | 1272                    | 4-цил./ 8-кл. SOHC      | 55/5400                         | 94/3400                     | 4-ст. мех./5-ст. мех.   | 1983—1990               |                         | [ 16 ]                  |
| 1.3                     | 1272                    | 4-цил./ 8-кл. SOHC      | 55/5600                         | 97/3000                     | 4-ст. мех./5-ст. мех.   | 1990—1994               |                         | [ 16 ]                  |
| 1.3                     | 1272                    | 4-цил./ 8-кл. SOHC      | 75/5800                         | 102/3600                    | 5-ст. мех.              | 1982—1990               | GT                      | [ 16 ]                  |
| 1.3                     | 1272                    | 4-цил./ 8-кл. SOHC      | 75/5900                         | 99/3600                     | 5-ст. мех.              | 1990—1994               | GT                      | [ 16 ]                  |
| 1.3                     | 1272                    | 4-цил./ 8-кл. SOHC      | 115/6000                        | 148/3600                    | 5-ст. мех.              | 1987—1990               | G40                     | [ 20 ]                  |
| 1.3                     | 1272                    | 4-цил./ 8-кл. SOHC      | 113/6000                        | 150/3600                    | 5-ст. мех.              | 1991—1994               | GT G40                  | [ 20 ]                  |
| Дизели                  |                         |                         |                                 |                             |                         |                         |                         |                         |
| 1.3                     | 1272                    | 4-цил./ 8-кл. SOHC      | 45/4900                         | 73/3100                     | 5-ст. мех.              | 1987—1990               |                         | [ 16 ]                  |
| 1.4                     | 1398                    | 4-цил./ 8-кл. SOHC      | 48/4500                         | 85/2700                     | 5-ст. мех.              | 1990—1994               |                         | [ 16 ]                  |

### Polo III
В августе 1994 года началось производство Polo нового поколения, сначала в Испании, в Памплона, а месяцем позже — в Вольфсбурге. Он был разработан на единой платформе с Seat Ibiza, представленном годом ранее.
Кузов, двигатели и ходовая часть автомобиля были абсолютно новыми. Автомобиль стал длиннее и достиг габаритов и веса Golf первого поколения. Угловатый дизайн предшественника был переработан в более модном округлом ключе, что дало автомобилю отменный коэффициент аэродинамического сопротивления равный 0,32. Первоначально в производство были запущены только трёх и (впервые) пятидверные хетчбэки. Они оснащались бензиновыми двигателями мощностью 45, 55 и 75 л. с. от автомобилей предыдущего поколения. Модели не имели жёстких комплектаций, вместо этого предлагался набор недорогих пакетов опций. Сочетая их в разных вариантах, покупатель мог сам «собрать» нужный ему автомобиль.
В октябре Polo III был представлен на Парижском автосалоне и поступил в продажу в Германии 7 октября.
С декабря на автомобили стали устанавливать дизельный форкамерный (предкамерный) мотор рабочим объёмом 1,9 литра и мощностью 64 л. с., а с мая 1995 года старый 1,3-литровый мотор мощностью 55 л. с. был заменён на новый 1,4-литровый двигатель мощностью 60 л. с. Позже, в 1996 году, старый литровый (1043 см³) мотор мощностью 45 л. с. был заменён на новый (999 см³), полностью (головка и блок цилиндров) алюминиевый нижневальный (OHV) двигатель мощностью 50 л. с.
Несмотря на то, что общая схема ходовой части осталась прежней: спереди — стойки Макферсон, сзади — скручивающаяся балка, — конструкция передней и задней подвесок была полностью новой. Из-за возросшей колеи была изменена геометрия передней подвески, крепление рычагов стало жёстче, они теперь крепились к подрамнику, появились новые пружины. Задняя подвеска получила новые рычаги и поперечину V-образного сечения. Изменённые настройки позволили улучшить поведение автомобиля при движении в повороте. Реечное рулевое управление могло быть оснащено гидроусилителем. Рулевая колонка имела регулировку по углу наклона и складывалась при аварии. Тормозная система с диагональным разделением контуров, усилителем, передними дисковыми и задними барабанными тормозами по заказу комплектовалась антиблокировочной системой (АБС) с электронным распределением тормозных сил.

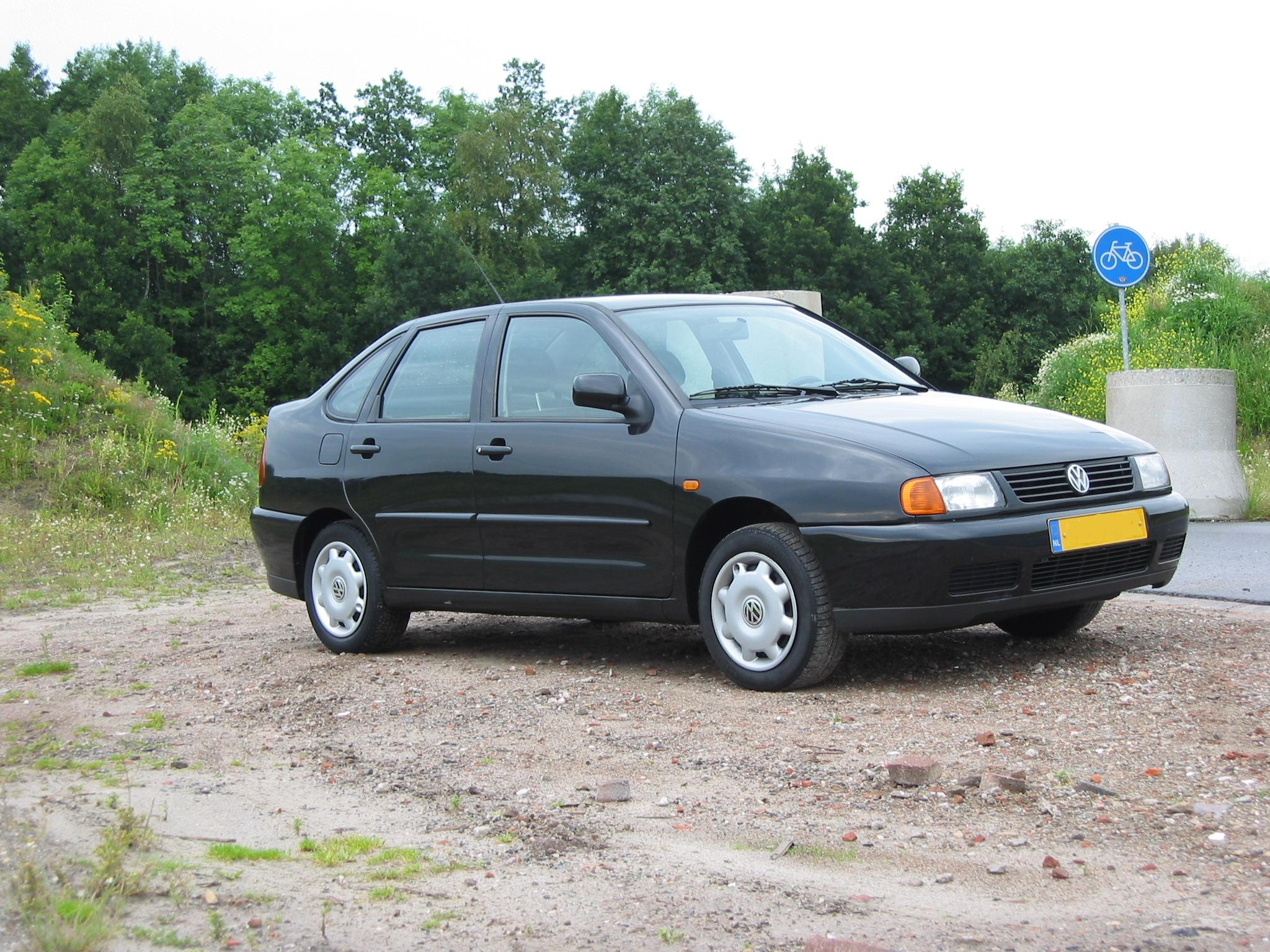
Polo Classic

Через год, осенью 1995 года, появился седан Polo Classic, который изготавливался в Испании на новом заводе в Марторель и имел общую платформу с SEAT Cordoba. Он был почти на полметра длиннее и предлагал, за счёт немного увеличенной колёсной базы, больше пространства в салоне. Помимо нового 1,9-литрового турбодизеля с непосредственным впрыском топлива TDI (Turbocharged Direct Injection) мощностью 90 л. с., была возможна также установка 1,4-литрового бензинового мотора мощностью 60 л. с. или 1,6-литрового мотора мощностью 75 л. с. Автомобиль был хорошо принят на стремительно растущем рынке компактных седанов, ориентированных в основном на молодые семьи.
В это же время на Франкфуртском автосалоне (IAA) был представлен грузопассажирский Caddy, который не имел ничего общего с моделью предыдущего поколения. Кузов нового автомобиля пришёл от SEAT Inca, но передняя часть была переделана под Polo для установки его моторов. Он мог иметь кузов типа двухместный фургон или пятиместный универсал с боковыми окнами, а с 1997 года — типа пикап. Автомобиль имел распашную несимметричную заднюю дверь, обе половинки двери могли фиксироваться под углом 90°. Двери открывали доступ к грузовому отсеку объёмом 2,9 м³, высотой 1279 мм, шириной 1100 мм и длиной 1728 мм, погрузочная высота составляла 52 см, а площадь пола грузового отсека — 2,1 м². Допустимая максимальная нагрузка автомобиля составляла 550 кг, поэтому на Caddy устанавливалась другая, зависимая на рессорах задняя подвеска. Все автомобили оснащались рулевым управление с усилителем, радиус поворота составлял всего 10,5 м. Caddy мог буксировать прицеп весом от 800 до 1000 кг, в зависимости от установленного мотора, таким образом, общая грузоподъёмность автомобиля превышала тонну. Автомобиль, имевший небольшую цену и малые затраты на эксплуатацию, был нацелен на использование в малом и среднем бизнесе. Его стихией были перевозки на небольшие расстояния: курьерская служба, небольшие магазинчики, сервисные станции. Универсал же сочетал комфорт легкового автомобиля с пространством фургона и являлся идеальным транспортным средством для отдыха.
1996 год был годом моторов. Сначала покупатели получили 1,4-литровый 16-клапанный 100-сильный двигатель. С этим и 1,6-литровым мотором можно было заказать автоматическую четырёхступенчатую гидромеханическую трансмиссию взамен стандартной пятиступенчатой механической. В марте появился 1,7-литровый атмосферный дизель SDI (Suction Diesel Injection) с непосредственным впрыском топлива, чуть позже 1,9-литровый дизельный мотор получил такую же систему.

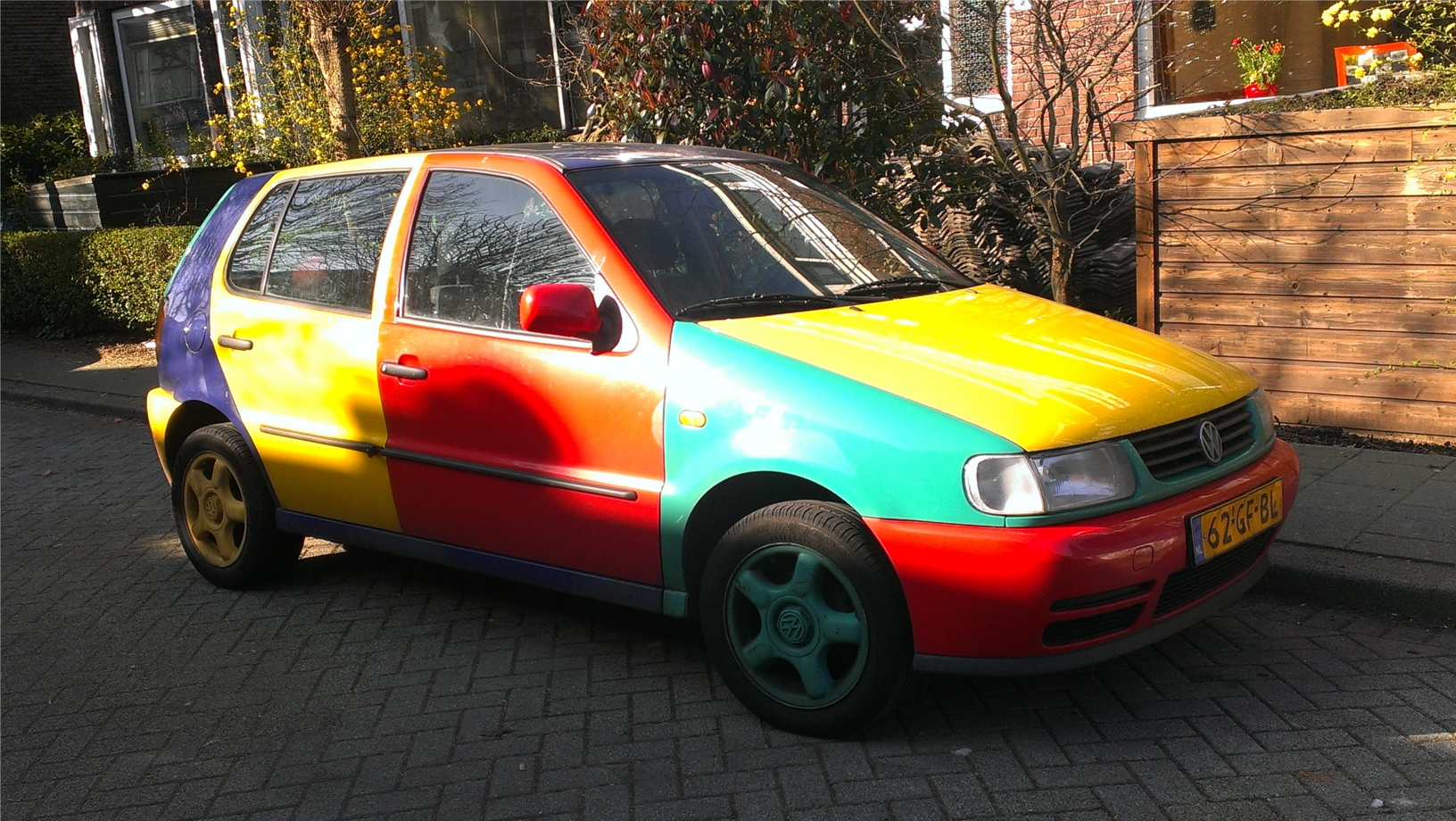
Polo Harlekin

В расцветке оригинального Polo Harlekin (Арлекин) использовалось одновременно четыре цвета: жёлтый, красный, зелёный и синий. Причём разные панели кузова красились в разные цвета. Имелось четыре варианта окраски. В одном варианте крыша, задние крылья и стойки, пороги (1) красились в жёлтый цвет; передок, передние крылья и крышка багажника (2) — в красный; передний бампер, передние двери (3) — в зелёный; капот, задние двери и задний бампер (4) — в синий. В других вариантах все те же панели имели другие цвета: 1 — зелёный, 2 — жёлтый, 3 — синий, 4 — красный или 1 — синий, 2 — зелёный, 3 — красный, 4 — жёлтый или 1 — красный, 2 — жёлтый, 3 — синий, 4 — зелёный. Интересно, что покупатель, заказывая автомобиль, не знал, какой вариант получит. В таком же разноцветном стиле был выполнен и салон автомобиля. Первоначально предполагалось выпустить ограниченную партию в тысячу штук, но «Арлекин» пользовался спросом, и к 1997 году, когда его выпуск был прекращён, было изготовлено 3800 автомобилей.
17 ноября 1995 года в Аргентине, в городе General Pacheco недалеко от Буэнос-Айреса, был открыт новый сборочный завод, на котором с 1996 года началась сборка Polo.
В июле 1997 года в продажу поступил Polo Variant, универсал на базе седана, подобный Seat Cordoba Vario. Он имел багажник объёмом 390 л (1250 л при сложенных задних сидения) и те же моторы, что и Polo Classic. Компактный и недорогой универсал предлагался как второй автомобиль в семье.
В 1998—1999 годах была выпущена ограниченная, в 3000 штук, серия автомобилей Polo GTI, оснащённых новым 1,6-литровым 16-клапанным мотором мощностью 120 л. с., который разгонял его до 100 км/ч за 9,1 с. Автомобиль имел заниженную подвеску, 15-дюймовые литые колёса, бесцветные указатели поворотов и отделку по высшему стандарту. Кузов окрашивался только в красный, чёрный или серебристый цвета.
В июне 1999 года производство Polo началось на новом заводе в Братиславе, Словакия.

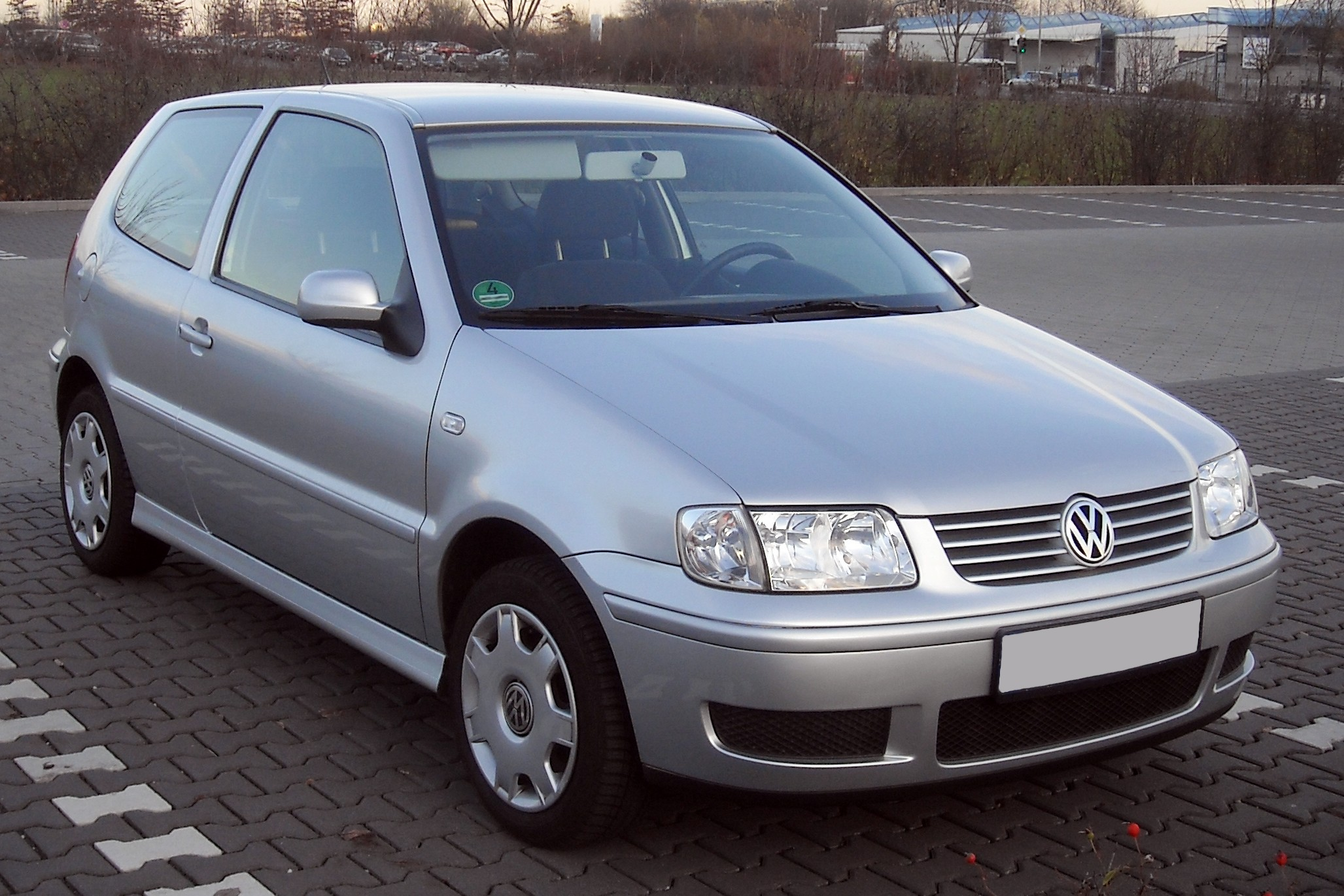
1999 Polo после модернизации

Осенью 1999 года вся гамма моделей Polo III была модернизирована. Отличительной особенностью изменённых автомобилей стала большая эмблема Volkswagen на решётке радиатора и крышке багажника. Новая однотонная передняя оптика с галогенными фарами стала больше, появились новые бампера и задние фонари. Качество отделки салона улучшилось, индикаторы на панели приборов получили голубую подсветку. Подушки безопасности и АБС стали стандартным оборудованием, ESP устанавливалась по заказу. Структура кузова была усилена, он стал изготавливаться из оцинкованной стали и получил 12-летнюю гарантию от сквозной коррозии.
Гамма двигателей вновь была пересмотрена. Появился новый 1,4-литровый турбодизель с непосредственным впрыском, 1,9-литровый атмосферный дизель остался. Мощность 1,4-литрового 16-клапанника была снижена до 75 л. с. За счёт изменяемых фаз газораспределения, 1,6-литровый 16-клапанник Polo GTI стал развивать 125 л. с., ESP стала стандартной системой этого автомобиля. Были модернизированы передняя и задняя подвески, увеличена колея автомобиля. На все модели спереди стали устанавливать вентилируемые тормозные диски, на моделях с мощными двигателями стандартными стали задние дисковые тормоза. Вновь появились комплектации Trendline, Comfortline и Highline.
В 2000 году Polo отпраздновал 25-летнюю годовщину, на тот момент было произведено 6,5 миллиона автомобилей разных поколений. В 2001 году производство автомобилей Polo третьего поколения было прекращено.
| Двигатели и трансмиссия | Двигатели и трансмиссия | Двигатели и трансмиссия | Двигатели и трансмиссия         | Двигатели и трансмиссия     | Двигатели и трансмиссия | Двигатели и трансмиссия | Двигатели и трансмиссия | Двигатели и трансмиссия |
| ----------------------- | ----------------------- | ----------------------- | ------------------------------- | --------------------------- | ----------------------- | ----------------------- | ----------------------- | ----------------------- |
| модель                  | объём, см³              | цилиндров/ клапанов     | мощность л. с./ обороты, об/мин | момент, Нм/ обороты, об/мин | трансмиссия             | годы применения         | примечания              | источник                |
| Бензиновые              |                         |                         |                                 |                             |                         |                         |                         |                         |
| 1.0                     | 1043                    | 4-цил./ 8-кл. SOHC      | 45/5200                         | 76/2800                     | 5-ст. мех.              | 1994—1996               |                         | [ 33 ]                  |
| 1.0                     | 999                     | 4-цил./ 8-кл. OHV       | 50/5000                         | 86/3000                     | 5-ст. мех.              | 1996—2001               |                         | [ 34 ]                  |
| 1.3                     | 1272                    | 4-цил./ 8-кл. SOHC      | 55/5200                         | 97/3000                     | 5-ст. мех.              | 1994—1995               |                         | [ 33 ]                  |
| 1.4                     | 1390                    | 4-цил./ 8-кл. SOHC      | 60/4700                         | 116/2800                    | 5-ст. мех.              | 1995—2001               |                         | [ 34 ]                  |
| 1.4 16V                 | 1390                    | 4-цил./ 16-кл. DOHC     | 100/6000                        | 128/4400                    | 5-ст. мех./4-ст. авт.   | 1996—1999               |                         | [ 34 ]                  |
| 1.4 16V                 | 1390                    | 4-цил./ 16-кл. DOHC     | 75/5000                         | 126/3800                    | 5-ст. мех./4-ст. авт.   | 1999—2001               |                         | [ 34 ]                  |
| 1.6                     | 1598                    | 4-цил./ 8-кл. SOHC      | 75/4600                         | 128/2800                    | 5-ст. мех./4-ст. авт.   | 1994—1999               |                         | [ 33 ]                  |
| 1.6                     | 1598                    | 4-цил./ 8-кл. SOHC      | 75/5000                         | 135/2800                    | 5-ст. мех./4-ст. авт.   | 1999—2001               |                         | [ 34 ]                  |
| 1.6 16V                 | 1598                    | 4-цил./ 16-кл. DOHC     | 120/5900                        | 148/3400                    | 5-ст. мех.              | 1998—1999               |                         | [ 34 ]                  |
| 1.6 16V                 | 1598                    | 4-цил./ 16-кл. DOHC     | 125/5000                        | 152/3000                    | 5-ст. мех.              | 1999—2001               |                         | [ 34 ]                  |
| Дизели                  |                         |                         |                                 |                             |                         |                         |                         |                         |
| 1.4 TDI                 | 1438                    | 4-цил./ 8-кл. SOHC      | 75/4000                         | 195/2200                    | 5-ст. мех.              | 1999—2001               | Турбонаддув             | [ 34 ]                  |
| 1.7 SDI                 | 1716                    | 4-цил./ 8-кл. SOHC      | 60/4200                         | 115/2200                    | 5-ст. мех.              | 1996—2001               |                         | [ 34 ]                  |
| 1.7 SDI                 | 1716                    | 4-цил./ 8-кл. SOHC      | 57/4200                         | 112/2200                    | 5-ст. мех.              | 1996—2001               | Caddy                   | [ 34 ]                  |
| 1.9                     | 1896                    | 4-цил./ 8-кл. SOHC      | 64/4400                         | 124/2000                    | 5-ст. мех.              | 1994—1996               |                         | [ 34 ]                  |
| 1.9 SDI                 | 1896                    | 4-цил./ 8-кл. SOHC      | 64/4200                         | 124/2000                    | 5-ст. мех.              | 1996—2001               |                         | [ 34 ]                  |
| 1.9 TDI                 | 1896                    | 4-цил./ 8-кл. SOHC      | 90/4000                         | 202/1900                    | 5-ст. мех.              | 1995—1998               | Турбонаддув             | [ 34 ]                  |
| 1.9 TDI                 | 1896                    | 4-цил./ 8-кл. SOHC      | 110/4150                        | 235/1900                    | 5-ст. мех.              | 1998—2001               | Турбонаддув             | [ 34 ]                  |

| Euro NCAP                                                    | Euro NCAP | Euro NCAP | Euro NCAP |
| ------------------------------------------------------------ | --------- | --------- | --------- |
| Рейтинги                                                     | Пассажир  |           | —         |
| Рейтинги                                                     | Пешеход   |           | —         |
| Протестированная модель: Volkswagen Polo 1.4L (3 дв.) (1997) |           |           |           |

| Euro NCAP                                                   | Euro NCAP | Euro NCAP | Euro NCAP |
| ----------------------------------------------------------- | --------- | --------- | --------- |
| Рейтинги                                                    | Пассажир  |           | 26        |
| Рейтинги                                                    | Пешеход   |           | 13        |
| Протестированная модель: Volkswagen Polo 1.4 (3 дв.) (2000) |           |           |           |

### Polo IV
В августе 2001 года началось производство Polo четвёртого поколения. Стилистически и технически он располагался между более крупным Golf и маленьким Lupo. Модель была официально представлена публике на Франкфуртском автосалоне в трагический день 11 сентября 2001 года.
Как и раньше, все панели кузова были оцинкованы, в конструкции выборочно использовалась высокопрочная сталь, наиболее важные части соединялись с помощью лазерной сварки. По сравнению с моделью предыдущего поколения, жёсткость кузова возросла на треть, деформация пола при лобовом столкновении уменьшилась вдвое, а перемещение педалей практически отсутствовало. При боковом столкновении деформации панелей и дверей уменьшились на 45%. Дополнительный вклад в безопасность автомобиля вносили регулируемые по высоте передние ремни безопасности с ограничителями натяжения. Подушки безопасности водителя и пассажира стали больше, а по бокам сидений могли быть установлены боковые подушки безопасности.
Несмотря на небольшой размер, автомобиль имел больший, чем его предшественник, салон с удобным высококачественным интерьером. В салоне было множество мест для хранения: в зависимости от комплектации их могло быть до шестнадцати. Помимо перчаточного ящика, имелись полки под передней панелью, карманы в дверях, ёмкости на консоли, карманы сбоку и сзади передних сидений, ящики в заднем подлокотнике и под сидениями. Список дополнительного оборудования включал: радио и навигационную систему; спортивные сидения; датчик дождя; спортивную подвеску; два типа кондиционеров — обычный и полуавтоматический, в котором заданная температура поддерживалась постоянно, но распределение потоков воздуха управлялось вручную; подготовку под установку сотового телефона; кожаный салон. Ёмкость багажника составляла 270 литров, а со сложенными задними сидениями — 1030 литров.
Линейка двигателей начиналась с трёхцилиндровых бензиновых двигателей, рабочим объёмом 1,2 литра и мощностью 55 (два клапана на цилиндр) и 65 (четыре клапана на цилиндр) лошадиных сил. Четырёхцилиндровый шестнадцатиклапанный бензиновый мотор с распределённым впрыском топлива, рабочим объёмом 1,4 литра, в зависимости от степени форсировки развивал мощность 75 или 100 л. с., а новый 1,4-литровый бензиновый двигатель, с непосредственным впрыском топлива FSI (Fuel Stratified Injection, послойный впрыск топлива), выдавал 86 л. с. и имел в среднем на 5% меньший расход топлива. На автомобили с 75-сильным мотором могла быть установлена автоматическая гидромеханическая четырёхступенчатая трансмиссия, с остальными двигателями монтировалась механическая пятиступенчатая коробка передач.
Дизельный ряд начинался с трёхцилиндрового турбодизеля рабочим объёмом 1,4 литра и мощностью 75 л. с. Дизельный двигатель рабочим объёмом 1,9 литра с переменным турбонаддувом и промежуточным охлаждением воздуха имел насос-форсунки, впрыскивающие топливо под высоким давлением непосредственно в камеру сгорания, и развивал 100 л. с. В спортивном варианте мощность двигателя могла быть доведена до 130 л. с., и он мог работать с шестиступенчатой механической трансмиссией. Самый слабый 1,9-литровый 64-сильный атмосферный дизель замыкал линейку.
Все двигатели отвечали требованиям стандарта Евро-4 по нормам выброса вредных веществ.
Передняя подвеска со стойками макферсон и поперечными рычагами была изменена с целью снижения веса и улучшения ездового комфорта. Рычаги крепились к совершенно новому подрамнику, состоящему из двух сваренных стальных поперечин с лёгкими алюминиевыми консолями по бокам. Такая конструкция была легче и позволила устанавливать двигатели разных габаритов. К тому же подрамник уменьшил передачу шума от дороги, улучшил управляемость и позволил оптимизировать деформации кузова при фронтальном столкновении.
Полностью новая задняя подвеска имела скручивающуюся поперечину V-образной формы с сечением переменной высоты. Это позволило добиться требуемых характеристик по жёсткости и нейтральной управляемости без дополнительного стабилизатора поперечной устойчивости. Пружины и амортизаторы новой подвески были установлены отдельно друг от друга.
Новое рулевое управление оснащалось адаптивным электрогидравлическим усилителем. Электромотор вращал гидронасос, который питал гидроусилитель руля. В зависимости от скорости автомобиля и угла поворота рулевого колеса, по командам блока управления, обороты электромотора изменялись, меняя производительность гидронасоса. Таким образом осуществлялось изменение усилия на рулевом колесе в зависимости от условий движения: руль, лёгкий на парковке, наливался усилием при движении на высокой скорости. Меняя управляющую программу, можно было изменять характеристики рулевого управления, например, переводить его в более острый, спортивный, или более спокойный, комфортабельный, режимы. Кроме того, экономилось топливо, так как электромотор работал только тогда, когда это было необходимо. Рулевая колонка получила регулировку в двух направлениях, по вылету и углу наклона, и имела улучшенную защиту замка её блокировки.
Тормозная система стандартно оборудовалась АБС с новой версией системы электронного распределения тормозных сил (EBD). По заказу, была возможна установка системы стабилизации (ESP). Новой была встроенная в АБС гидравлическая система помощи при экстренном торможении, которая повышала давление в приводе тормозов при резком нажатии на педаль тормоза. Встроенная в ESP система контроля сцепления и имитация блокировки дифференциала, в сочетании с системой управления двигателем, обеспечивали быстрый старт, даже на скользкой дороге. На всех моделях были установлены передние дисковые вентилируемые тормоза; на автомобилях с моторами мощностью более 75 л. с. устанавливались задние дисковые тормоза, на остальных — барабанные.
В декабре 2001 года серийное производство Polo началось в Шанхае, Китай. В 2003 году сборка хетчбэка Polo и седана Polo Sedan началась на старейшем заводе Volkswagen за пределами Германии в Сан-Бернарду-ду-Кампу, местечке в 30 км от Сан-Паулу в Бразилии, с октября седаны стали поставляться в Европу.

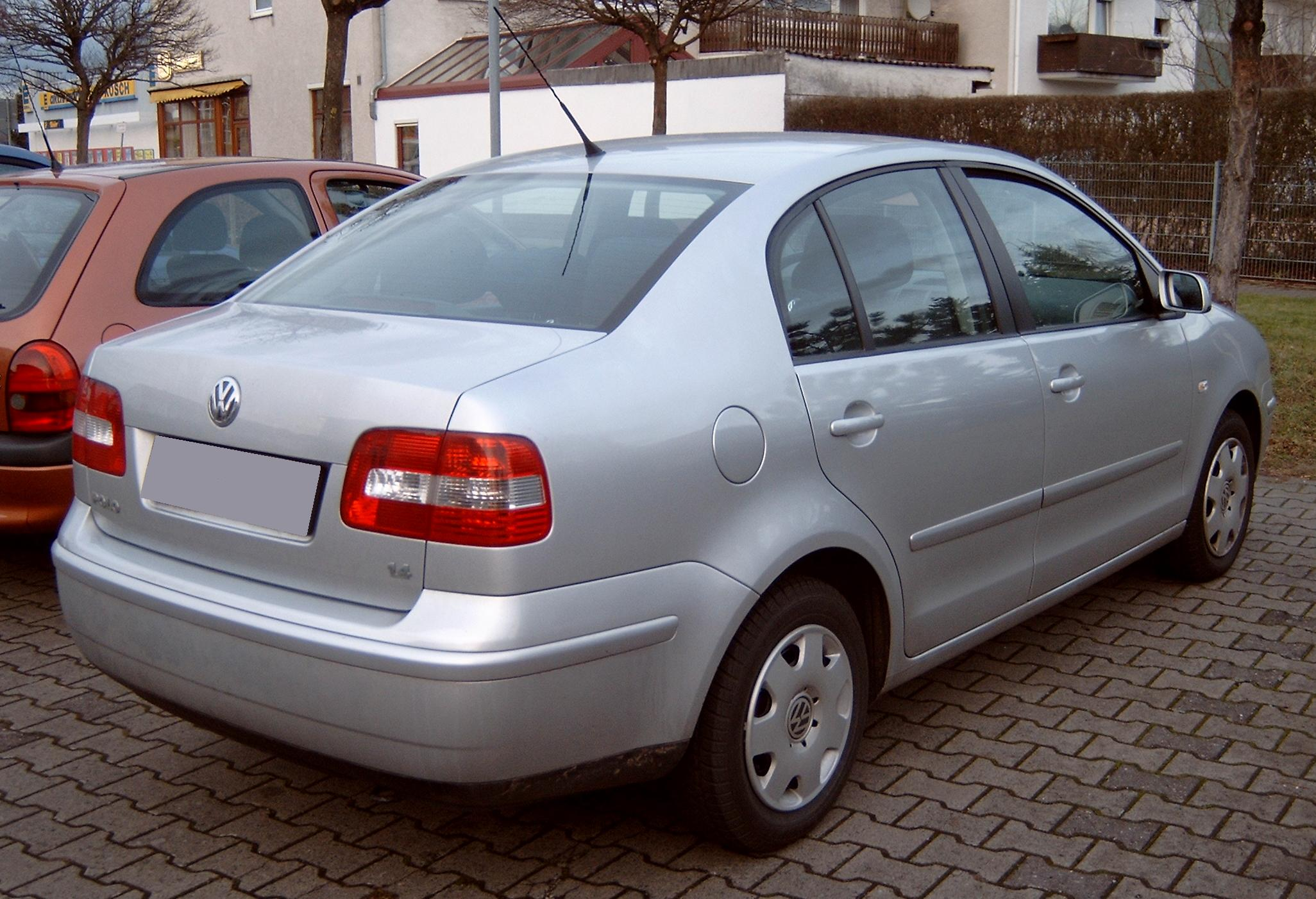
Polo Sedan

Polo Sedan был просторным четырёхдверным автомобилем (длина 4,18 м), который имел совершенно новую, начиная от средней стойки, заднюю часть полностью оцинкованного кузова. Слегка приподнятая сзади подоконная линия подчёркивала динамику автомобиля. Форма крыши была выполнена в мягком, типичном для автомобилей Volkswagen тех лет стиле, глубоко заходящие в задние стойки большие окна придавали кузову купе-подобный вид, большие горизонтальные фонари доминировали на виде сзади.
Дополнительные 28 сантиметров длины позволили получить приличный багажник объёмом 432 литра. При складывании задних сидений, разделённых в соотношении 1:2, ёмкость багажника возрастала до 1127 литров. Автомобиль мог оснащаться 1,4-литровыми двигателями мощностью 75 и 100 л. с. или дизелями 1.9 SDI и 1.4 TDI. С 75-сильным мотором была доступна автоматическая коробка передач.
В начале 2004 появился «заряженный» Polo GT и псевдовнедорожник Polo Fun для активных покупателей желающих получить удовольствие от вождения.
Выразительный внешний вид автомобиля Polo GT подчёркивали специальные 16-дюймовые колёса с шинами размерностью 205/45R16, логотип GT на крышке багажника и решётке радиатора, а также однотонные тонированные задние фонари и боковые повторители указателей поворотов. Помимо спортивного внешнего вида, он имел заниженную на 15 миллиметров спортивную подвеску с более жёсткими пружинами и амортизаторами. В стандартное оснащение входили спортивные сидения спереди, отделанная алюминием и хромом панель приборов и кожаные рулевое колесо, рычаг переключения передач и рычаг стояночного тормоза. В качестве силового агрегата использовались три бензиновых и три дизельных двигателя мощностью от 75 до 130 л. с. На вершине линейки находиться специально форсированный до 130 л. с. 1,9-литровый турбодизель, этот мотор разгонял PoloGT до 100 км/ч за 9,3 секунды и позволял автомобилю достичь максимальной скорости в 206 км/м. Автомобиль можно было купить как с трёхдверным, так и с пятидверным кузовом.
Polo Fun окрашивался в новый оригинальный цвет Lime, имел тёмно-серый наружный нижний обвес и новые бампера с интегрированными противотуманными фарами спереди. Поднятая на 20 мм подвеска придавала автомобилю внедорожный вид, а динамику подчёркивали 17-дюймовые колёса из лёгкого сплава с шинами спортивного профиля размерностью 215/40ZR17. Другой важной деталью являлись универсальные, окрашенные в серебристый цвет рейлинги на крыше. Салон новой модели Polo в свежих ярких цветах предлагал спортивные передние сидения, рулевое колесо с четырьмя спицами и кожаной отделкой, рычаг переключения передач с логотипом Fun, комбинацию приборов с хромированными окантовками и педали с алюминиевыми накладками. Аудиосистема, центральный замок и автоматические стеклоподъёмники всех стёкол входили в стандартное оборудование. На модель устанавливался тот же набор двигателей, что и на обычные автомобили Polo.
Polo Fun оказался столь популярным, что всего за пять месяцев запланированный объём выпуска был перекрыт в три раза. В Англии автомобиль продавался под маркой Polo Dune, а в Испании — Polo Soho.

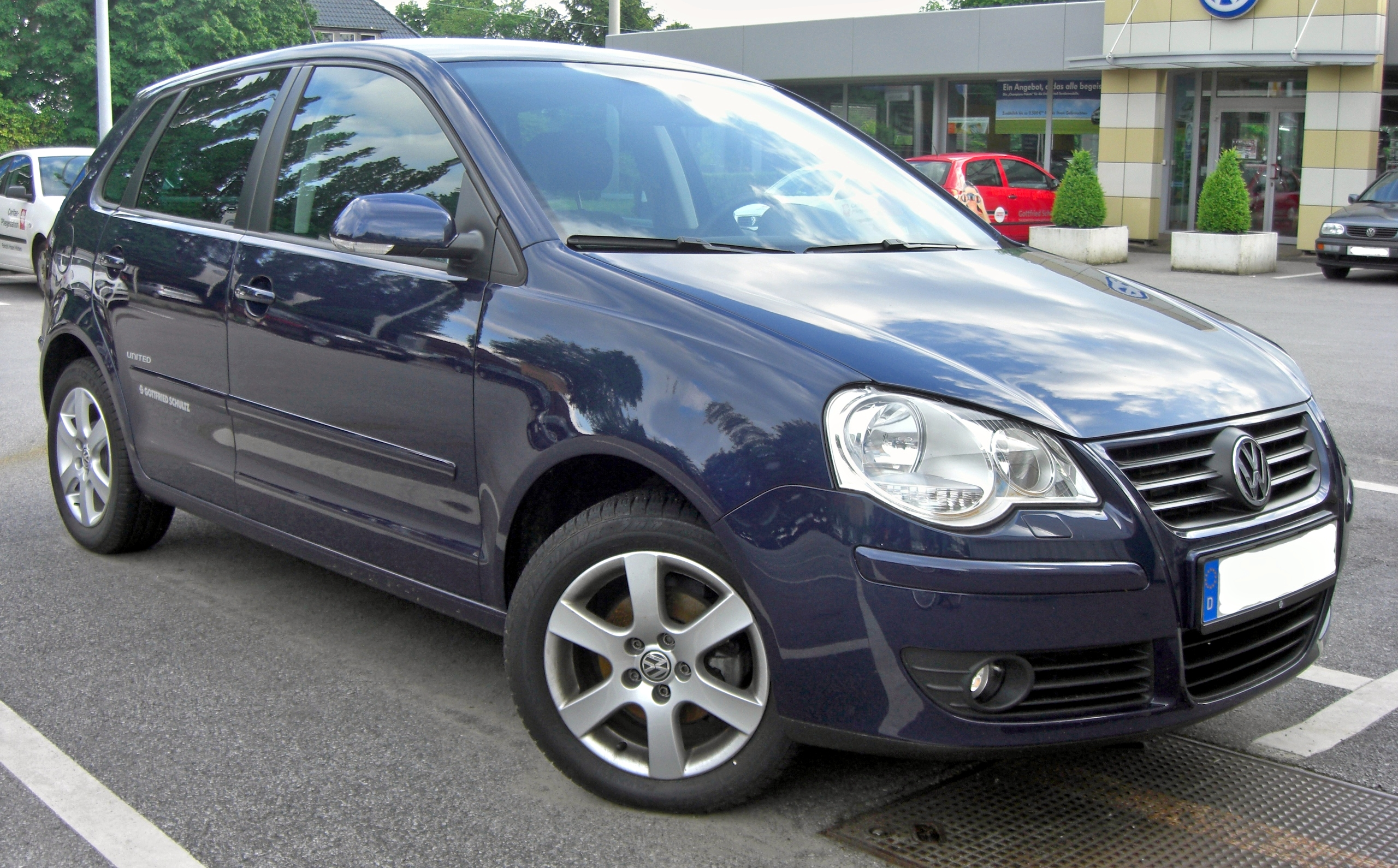
2005 Polo после модернизации

Весной 2005 года, в год 30-летия Polo, Volkswagen представил его модернизированную версию. Обновлённый передок с выполненной в форме буквы V облицовкой радиатора придал Polo более выразительный вид, новые фары, интегрированные в боковые зеркала указатели поворотов были выполнены в стиле автомобилей Volkswagen тех лет. Заднее окно стало V-образным снизу, новые задние фонари получили поднятые вверх «кругляши».
Общая длина автомобиля немного возросла, ширина и высота остались прежними. В салоне стали применяться более качественные ткани, приятные на ощупь, и хорошо выглядевшие пластмассы. Была обновлена графика приборной панели, а также появились новые трёх- и четырёхспицевые рулевые колёса. Появился ряд новых опций: верхние шторки безопасности для защиты головы, индикатор давления в шинах, новая навигационная система, климат-контроль.
Мощность двигателей была немного увеличена, появился 1,6-литровый бензиновый мотор мощностью 105 л. с., трёхцилиндровый турбодизель мог комплектоваться турбиной с переменной производительностью, в таком варианте он развивал 80 л. с.
Осенью был представлен преемник модели Fun, выполненный во внедорожном стиле Cross Polo. Созданный в стиле небольшого SUV, этот пятидверный хетчбэк являлся практичным и ориентированным на активный образ жизни автомобилем. Увеличенный на 15 мм дорожный просвет, позволял переднеприводному Cross Polo передвигаться по плохим дорогам. С новыми 17-дюймовыми колёсами из лёгкого сплава и разноцветными накладными элементами, авангардный автомобиль визуально выделялся из моря компактов. Благодаря модернизированному шасси и практичным рейлингам на крыше, которые входили в стандартное оборудование, Cross Polo был очень высок. Только шасси и колёса добавляли автомобилю 32 мм высоты, а если мерить по рейлингам, то он на целых 70 мм был выше обычной модели.
Крепкий, авангардный характер Cross Polo был хорошо заметен в деталях. Например, наружные зеркала — серебристые — сочетались по цвету с такими же рейлингами на крыше; серебряная отделка присутствовала и в обновлённом переднем спойлере; трапецеидальная, выполненная под алюминий рамка переднего воздухозаборника обеспечивала дополнительную защиту. Уникальный стиль Cross Polo подчёркивала специальная отделка сидений, цвет которой подбирался в цвет кузова, и хромированная отделка передней панели и дверей.
Название Cross представлялось как независимая марка, подобно GTI или R, с особым дизайном, а также оборудованием, специально разработанным для этой модели. Среди множества особенностей — центральный замок с дистанционным управлением, электростеклоподъёмники спереди и сзади, регулируемое по высоте водительское сидение и ящик для мелочей под ним.
Линейка моторов состояла из трёх бензиновых двигателей (70, 80 и 105 л. с.) и двух турбодизелей с непосредственным впрыском (70 и 100 л. с.), с 80-сильным мотором можно было установить автоматическую трансмиссию.
Polo GTI был представлен на Токийском автосалоне 19 октября 2005 года. Имея мотор в 150 л. с., это был самый мощный Polo, с тех пор как модель впервые появилась на рынке более 30 лет назад. Как и на Golf GTI, на новый Polo GTI устанавливался 1,8-литровый четырёхцилиндровый бензиновый турбодвигатель с промежуточным охлаждением воздуха. Мотор имел два верхних распредвала и пять клапанов на цилиндр — два впускных и три выпускных — которые обеспечивали быстрый газообмен.
Снаружи автомобиль отличался решёткой радиатора с красным контуром и сотовой структурой, фарами с тёмной окантовкой и противотуманными фонарями, которые устанавливались стандартно. Верхний спойлер над задним стеклом со встроенным стоп-сигналом создавал дополнительную, прижимающую автомобиль к дороге силу. Сзади внизу выделялись сдвоенные хромированные выхлопные трубы, а чёрные облицовки порогов подчёркивали динамику автомобиля.
Традиционно автомобили красили в белый, чёрный, серебристый или красный цвета. 16-дюймовые колёса из лёгкого сплава с пятью U-образными прорезями обладали эффектом стробоскопа. На высокой скорости через них были хорошо видны окрашенные в красный цвет передние тормозные механизмы на больших (288 мм) тормозных дисках. Шины размерностью 205/45R16 были глубоко утоплены в колёсные арки. Спортивное шасси со стандартно установленной системой курсовой устойчивости (ESP) было на 15 миллиметров ниже, чем у обычной модели.
Polo GTI имел специальные спортивные сидения с отделкой «Интерлагос». Трёхспицевое спортивное рулевое колесо, рычаги переключения передач и стояночного тормоза были отделаны кожей. Кроме того, кожаный чехол руля и ремни безопасности были прострочены красными нитками. Центральная консоль и боковые дефлекторы системы вентиляции имели вставки под алюминий, а педали — алюминиевые накладки.
Автомобиль разгонялся до 100 км/ч за 8,2 с., развивал максимальную скорость в 216 км/ч, километр со стартом с места преодолевал за 29 секунд. В продажу модель поступила весной 2006 года.

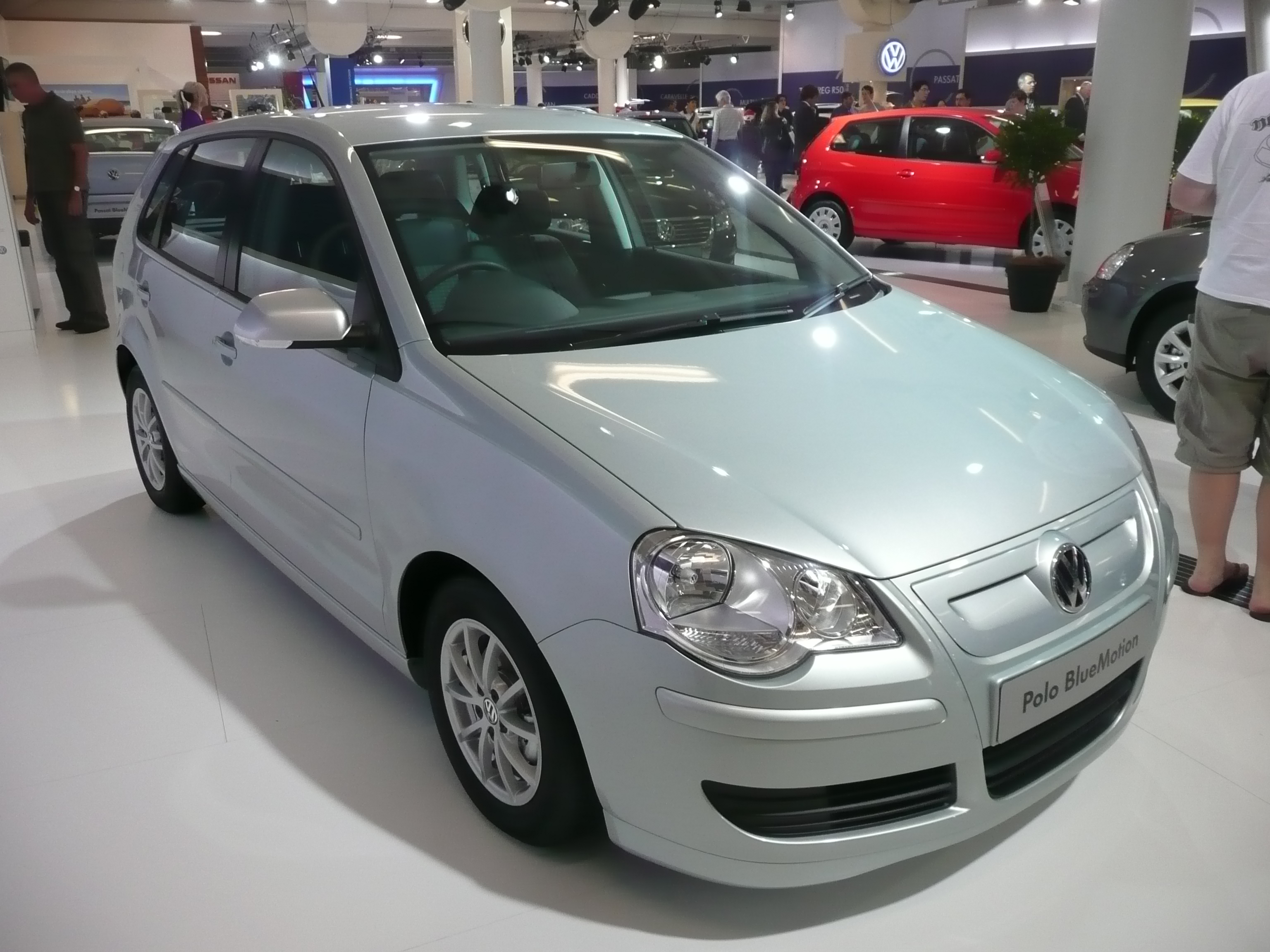
Polo BlueMotion

В марте 2006 года в Женеве был представлен Polo BlueMotion, он имел средний расход топлива менее 4 л/100 км и был самым экономичным пятиместным автомобилем в Европе на тот момент. Но топливная экономичность не мешала водителю получать удовольствие от вождения: автомобиль разгонялся до 100 км/ч за 12,8 секунд и развивал максимальную скорость в 176 км/ч. Blue (голубой) в названии автомобиля — это цвет воды и неба, а Motion (движение) — это движение, направленное в будущее. Экологичность автомобиля достигалась за счёт трёх основных факторов.
Во-первых, это улучшенная аэродинамика кузова. Новые передний спойлер и облицовка радиатора, а также специальная окантовка заднего стекла в сочетании с другими изменениями позволили снизить коэффициент аэродинамического сопротивления автомобиля до 0,3.
Во-вторых, это двигатель. 1,4-литровый трёхцилиндровый турбодизель мощностью 80 л. с. с непосредственным впрыском топлива, управляемыми электроникой насос-форсунками и турбиной с изменяемой геометрией развивал максимальный крутящий момент всего при 1800 об/мин. Двигатель стандартно оборудовался сажевым фильтром (Diesel particulate filter, DPF), имел улучшенный, быстрее выходящий на рабочую температуру каталитический нейтрализатор и оптимизированную систему рециркуляции отработавших газов.
В-третьих, это изменённая трансмиссия. Пятиступенчатая механическая коробка передач имела более длинный ряд передаточных чисел. Это позволяло двигателю дольше работать на более низких, оптимальных, с точки зрения экономии топлива, оборотах. Так в диапазоне передач с третьей по пятую двигатель вращался на 12-24% медленнее, чем обычно.
Автомобиль оснащался 14-дюймовыми колёсами из лёгкого сплава со специальными шинами с низким сопротивлением качению размерностью 165/70R14. Polo BlueMotion мог иметь как пятидверный, так и трёхдверный кузов, который окрашивался пятью цветами. Это были чёрный или белый обычные цвета, или металлизированные серебряные цвета двух оттенков, или голубой цвет с жемчужным оттенком.
В 2006 году Polo начали собирать в Бельгии на заводе Audi в местечке Форе (Ворст) около Брюсселя. Производство было свёрнуто в 2009 году после изготовления 146 019 автомобилей.
В марте 2009 года был представлен новый Polo следующего поколения, но модели четвёртого поколения, хетчбэк и седан ещё некоторое время продолжали собирать в Бразилии.
| Двигатели и трансмиссия | Двигатели и трансмиссия | Двигатели и трансмиссия | Двигатели и трансмиссия         | Двигатели и трансмиссия     | Двигатели и трансмиссия | Двигатели и трансмиссия | Двигатели и трансмиссия | Двигатели и трансмиссия |
| ----------------------- | ----------------------- | ----------------------- | ------------------------------- | --------------------------- | ----------------------- | ----------------------- | ----------------------- | ----------------------- |
| модель                  | объём, см³              | цилиндров/ клапанов     | мощность л. с./ обороты, об/мин | момент, Нм/ обороты, об/мин | трансмиссия             | годы применения         | примечания              | источник                |
| Бензиновые              |                         |                         |                                 |                             |                         |                         |                         |                         |
| 1.2                     | 1198                    | 3-цил./ 6-кл. SOHC      | 55/4750                         | 106/3000                    | 5-ст. мех.              | 2001—2005               |                         | [ 37 ]                  |
| 1.2                     | 1198                    | 3-цил./ 12-кл. DOHC     | 65/5400                         | 112/3000                    | 5-ст. мех.              | 2001—2005               |                         | [ 37 ]                  |
| 1.2                     | 1198                    | 3-цил./ 6-кл. SOHC      | 60/5200                         | 108/3000                    | 5-ст. мех.              | 2005—2009               |                         | [ 38 ]                  |
| 1.2                     | 1198                    | 3-цил./ 12-кл. DOHC     | 70/5400                         | 112/3000                    | 5-ст. мех.              | 2005—2009               |                         | [ 38 ]                  |
| 1.4                     | 1390                    | 4-цил./ 16-кл. DOHC     | 75/5000                         | 126/3800                    | 5-ст. мех./ 4-ст. авт.  | 2001—2005               |                         | [ 37 ]                  |
| 1.4                     | 1390                    | 4-цил./ 16-кл. DOHC     | 100/6000                        | 126/4400                    | 5-ст. мех.              | 2001—2005               |                         | [ 37 ]                  |
| 1.4 FSI                 | 1390                    | 4-цил./ 16-кл. DOHC     | 86/5000                         | 130/3500                    | 5-ст. мех.              | 2001—2005               | Непосредственный впрыск | [ 37 ]                  |
| 1.4 FSI                 | 1390                    | 4-цил./ 16-кл. DOHC     | 80/5000                         | 132/3800                    | 5-ст. мех./ 6-ст. авт.  | 2005—2009               | Непосредственный впрыск | [ 38 ]                  |
| 1.6                     | 1598                    | 4-цил./ 16-кл. DOHC     | 105/5600                        | 153/3800                    | 5-ст. мех.              | 2005—2009               |                         | [ 38 ]                  |
| 1.8                     | 1781                    | 4-цил./ 20-кл. DOHC     | 150/5800                        | 220/1950                    | 5-ст. мех.              | 2005—2009               | GTI, турбонаддув        | [ 38 ]                  |
| Дизели                  |                         |                         |                                 |                             |                         |                         |                         |                         |
| 1.4 TDI                 | 1422                    | 3-цил./ 6-кл. SOHC      | 75/4000                         | 195/2200                    | 5-ст. мех.              | 2001—2005               | Турбонаддув             | [ 37 ]                  |
| 1.4 TDI                 | 1422                    | 3-цил./ 6-кл. SOHC      | 70/4000                         | 155/1600                    | 5-ст. мех.              | 2005—2009               | Турбонаддув             | [ 38 ]                  |
| 1.4 TDI                 | 1422                    | 3-цил./ 6-кл. SOHC      | 80/4000                         | 195/2200                    | 5-ст. мех.              | 2005—2009               | Турбонаддув             | [ 38 ]                  |
| 1.4 TDI DPF             | 1422                    | 3-цил./ 6-кл. SOHC      | 80/4000                         | 195/1800                    | 5-ст. мех.              | 2005—2009               | BlueMotion, турбонаддув | [ 38 ]                  |
| 1.9 SDI                 | 1896                    | 4-цил./ 8-кл. SOHC      | 64/4400                         | 125/1600                    | 5-ст. мех.              | 2001—2005               |                         | [ 37 ]                  |
| 1.9 TDI                 | 1896                    | 4-цил./ 8-кл. SOHC      | 100/4000                        | 240/1800                    | 5-ст. мех.              | 2001—2009               | Турбонаддув             | [ 37 ] [ 38 ]           |
| 1.9 TDI                 | 1896                    | 4-цил./ 8-кл. SOHC      | 130/4000                        | 310/1900                    | 6-ст. мех.              | 2004—2005               | GT, турбонаддув         | [ 57 ]                  |

| Euro NCAP                                                   | Euro NCAP | Euro NCAP | Euro NCAP |
| ----------------------------------------------------------- | --------- | --------- | --------- |
| Рейтинги                                                    | Пассажир  |           | 28        |
| Рейтинги                                                    | Пешеход   |           | 6         |
| Протестированная модель: Volkswagen Polo 1.2 (5 дв.) (2002) |           |           |           |

### Polo V
Впервые новый Polo был показан публике на Женевском автосалоне в начале марта 2009 года, в конце месяца его производство началось на заводе в Памплона, Испания.
Автомобиль был выполнен в новом фирменном стиле Volkswagen, который впервые был представлен моделью Scirocco в 2008 году и создан под руководством главного дизайнера фирмы Вальтера де Сильвы. Этот стиль характеризовался острыми гранями, выверенными горизонтальными линиями, простыми и ясными формами. Polo стал немного длиннее, шире и ниже, что создало новые, более динамичные пропорции. «Лицо» модели имело ярко выраженные фирменные черты с плоской решёткой радиатора и типичными широкими фарами. Оригинальные задние фонари были вынесены на выступающие «плечи» автомобиля, имевшего большую чем раньше колею. Силуэт Polo отличался длинным носом и очень коротким задним свесом в сочетании с покатой крышей. Была сохранена, так называемая, трёхоконная концепция с небольшим окном в задней стойке. Приподнятая сзади поясная линия логически объединяла фары и задние фонари. Первоначально автомобиль выпускался только в пятидверной версии, но с осени стала доступна трёхдверная модель.

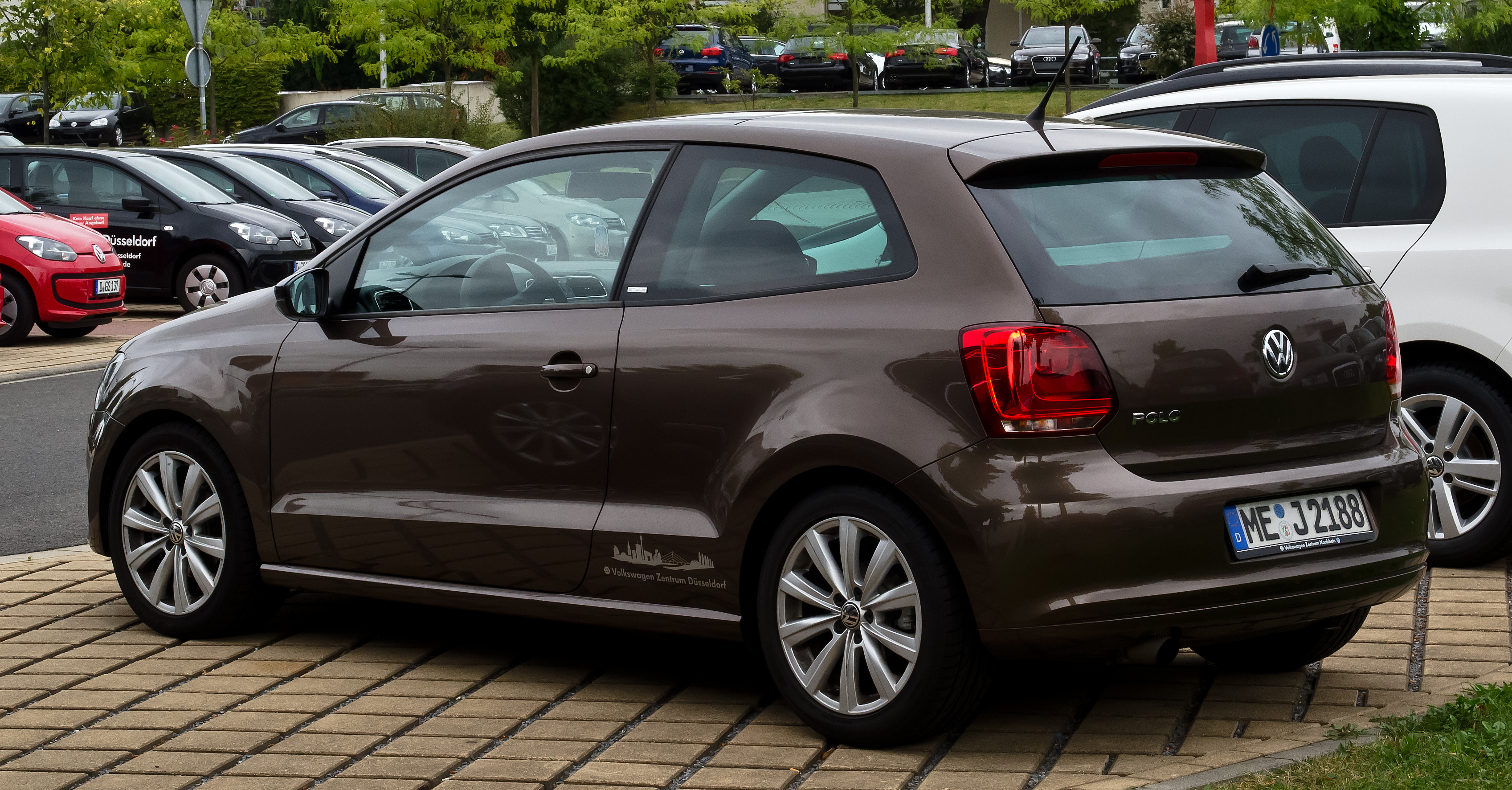
Polo V

Новый уровень комфорта и качества предлагался в салоне. Полностью переработанная центральная консоль теперь была ориентирована на водителя. На ней располагались радио и навигационная система, в дорогих комплектациях с сенсорным экраном. Непосредственно перед водителем размещалась чёрно-белая панель приборов с цифровым дисплеем и новое рулевое колесо, которое на дорогих версиях могло быть многофункциональным. В зависимости от комплектации устанавливались разные варианты сидений, отличавшихся формой подушек и материалом обивки. В более дорогих комплектациях передние сидения регулировались по высоте, имели карманы в спинках и подогрев. Под ними возможна была установка ящичков для мелочей. Задние сидения при складывании (либо целиком, либо по частям в более дорогих версиях) образовывали ровную с установленном в верхнем положении полом багажника площадку. При установке пола багажника в нижнее положение его максимальный объём достигал 280 литров, а при сложенных задних сидениях — 976 литров.
Для обеспечения высокого уровня пассивной безопасности усилитель переднего бампера и центральные стойки кузова были выполнены из высокопрочной стали, а двери изготовлены в виде единой детали, в них были встроены брусья безопасности. В стандартное оснащение автомобиля входили две фронтальные подушки безопасности, боковые подушки, передние ремни безопасности с преднатяжителями и ограничителями усилия натяжения, трёхточечные ремни безопасности для всех троих пассажиров сзади. Также, стандартной являлась система предупреждения о не пристёгнутых передних ремнях безопасности, которая распознавала наличие или отсутствие переднего пассажира.
К хорошо себя зарекомендовавшим на модели предыдущего поколения трёх- (1.2 12V) и четырёхцилиндровым (1.4 FSI) бензиновым двигателям добавился четырёхцилиндровый 1,2-литровый турбомотор с непосредственным впрыском топлива TSI (Turbocharged Stratified Injection) мощностью 105 л. с. Новый двигатель комбинировался либо с шестиступенчатой механической коробкой передач, либо с автоматической преселективной семиступенчатой трансмиссией с двумя сухими сцеплениями DSG (Direct-Shift Gearbox). Эта трансмиссия также могла устанавливаться на автомобили с 1,4-литровым бензиновым двигателем или с 1,6-литровым дизелем мощностью 90 л. с.
Ходовая часть автомобиля являлась развитием шасси́ модели предыдущего поколения. Для повышения устойчивости движения и лучшей управляемости новый Polo имел увеличенную на 30 миллиметров колею и смещённые на 5 миллиметров вперёд оси колёс передней подвески со стойками Макферсон. Новая конструкция подрамника и поперечных рычагов позволила снизить неподрессоренные массы. Для получения большей колеи был увеличен изгиб рычагов задней H-образной подвески со скручивающейся балкой.
Для обеспечения требований пассивной безопасности использовалась совершенно новая штампованная рулевая колонка. Положение рулевого колеса можно было регулировать как по вылету, так и по высоте в диапазоне 45 миллиметров. Электрогидравлический усилитель руля устанавливался стандартно на все модели.
В тормозной системе с увеличенным усилителем стандартно использовалась система поддержания курсовой устойчивости (ESP) фирмы Bosch. Помимо своих основных функций, она имела систему помощи при трогании в гору, систему имитации блокировки дифференциала и позволяла контролировать давление в шинах.

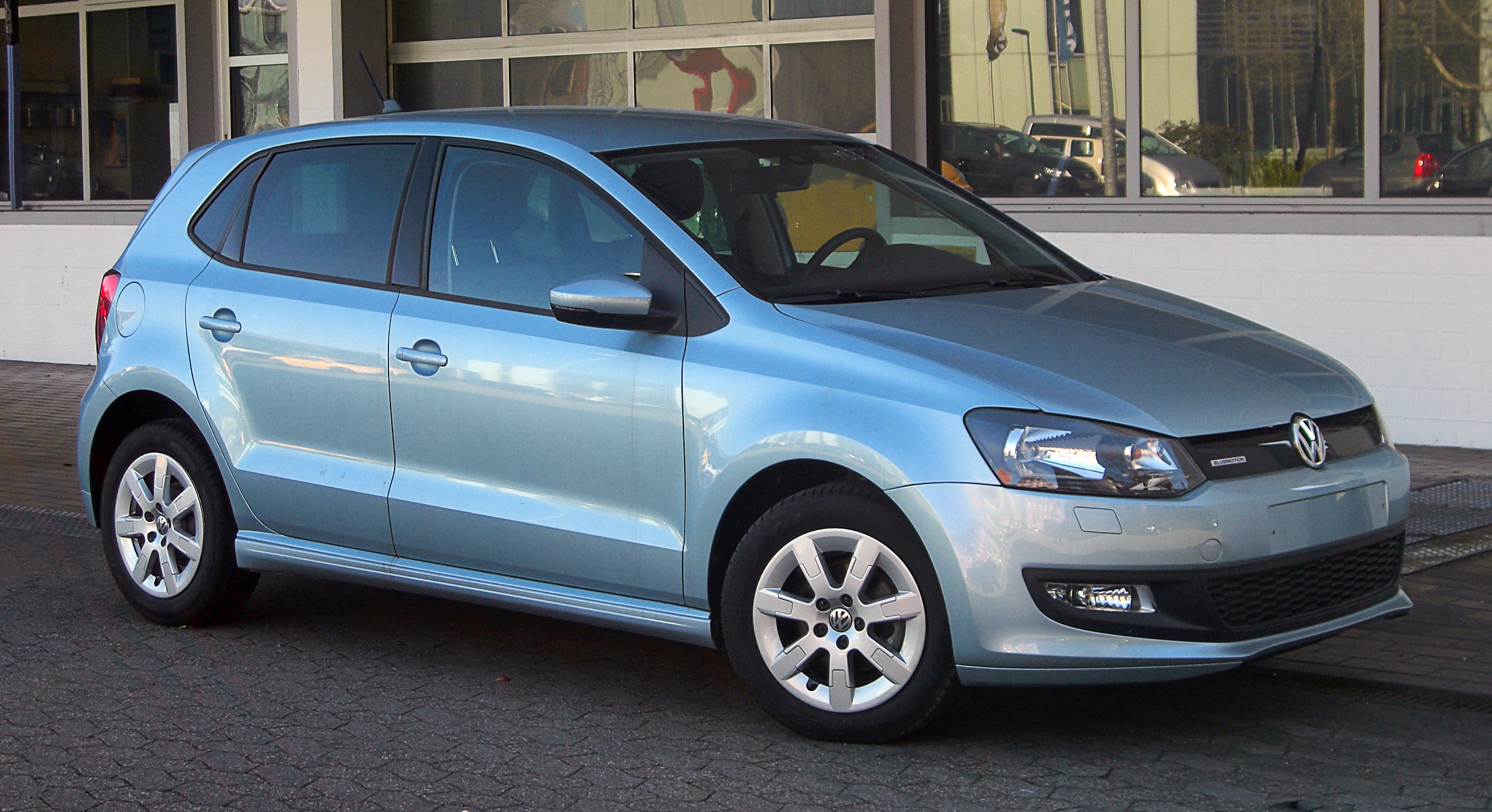
Polo BlueMotion

В октябре в продажу поступила модель с уменьшенным воздействием на окружающую среду Polo BlueMotion. Автомобиль оборудовался новым трёхцилиндровым 1,2-литровым турбодизелем (TDI), имевшим пониженные обороты на холостом ходу и коробкой передач с уменьшенными передаточными отношениями на высших передачах. Система рекуперации энергии движения подавала повышенное напряжение на генератор, сильнее заряжая аккумуляторную батарею при торможении. При дальнейшем разгоне генератор отключался, снижая нагрузку на двигатель. Старт-стоп система отключала двигатель при остановке автомобиля. Мотор мгновенно заводился при отпускании педали тормоза (на автомобилях с автоматической трансмиссией) или при нажатии педали сцепления (на автомобилях с ручным переключением передач). Для снижения сопротивления воздуха, Polo BlueMotion имел заниженную подвеску, закрытую решётку радиатора, дополнительные уплотнения между панелями кузова, спойлер, охватывающий всё заднее стекло. На специальные, обтекаемой формы, колёса из лёгкого сплава устанавливались шины с пониженным сопротивлением качению. Летом 2012 года в рамках организованного Volkswagen под эгидой Dekra соревнования «ThinkBlue» Polo BlueMotion на одной заправке проехал по дорогам Германии 1564 км, показав средний расход топлива 2,9 л/100 км.
В декабре автомобили начали производить на новом заводе Volkswagen в Пуна, Индия, в феврале 2010 года здесь был собран Polo под номером 11 111 111. Также, в декабре было объявлено о присуждении Polo пятого поколения титула «Европейский автомобиль 2010 года». Официальная церемония награждения состоялась в январе в Вольфсбурге.
В мае 2010 года был запущен в производство новый Polo GTI. Автомобиль оснащался четырёхцилиндровым 1,4-литровым бензиновым двигателем с двойным (турбина и механический нагнетатель) наддувом с непосредственным впрыском топлива (TSI) мощностью 180 л. с. и трансмиссией DSG. С такой силовой установкой он разгонялся до 100 км/ч за 6,9 секунд, развивал максимальную скорость 229 км/ч, расходуя в среднем всего 5,9 литров топлива на 100 километров пробега. GTI был первым Polo, оснащённым биксеноновыми фарами со встроенными светодиодными дневными ходовыми огнями. В стандартное оснащение автомобиля входили панорамная крыша с люком, спортивная подвеска, спортивный руль и сидения в салоне, специальной формы 17-дюймовые колёса из лёгкого сплава.

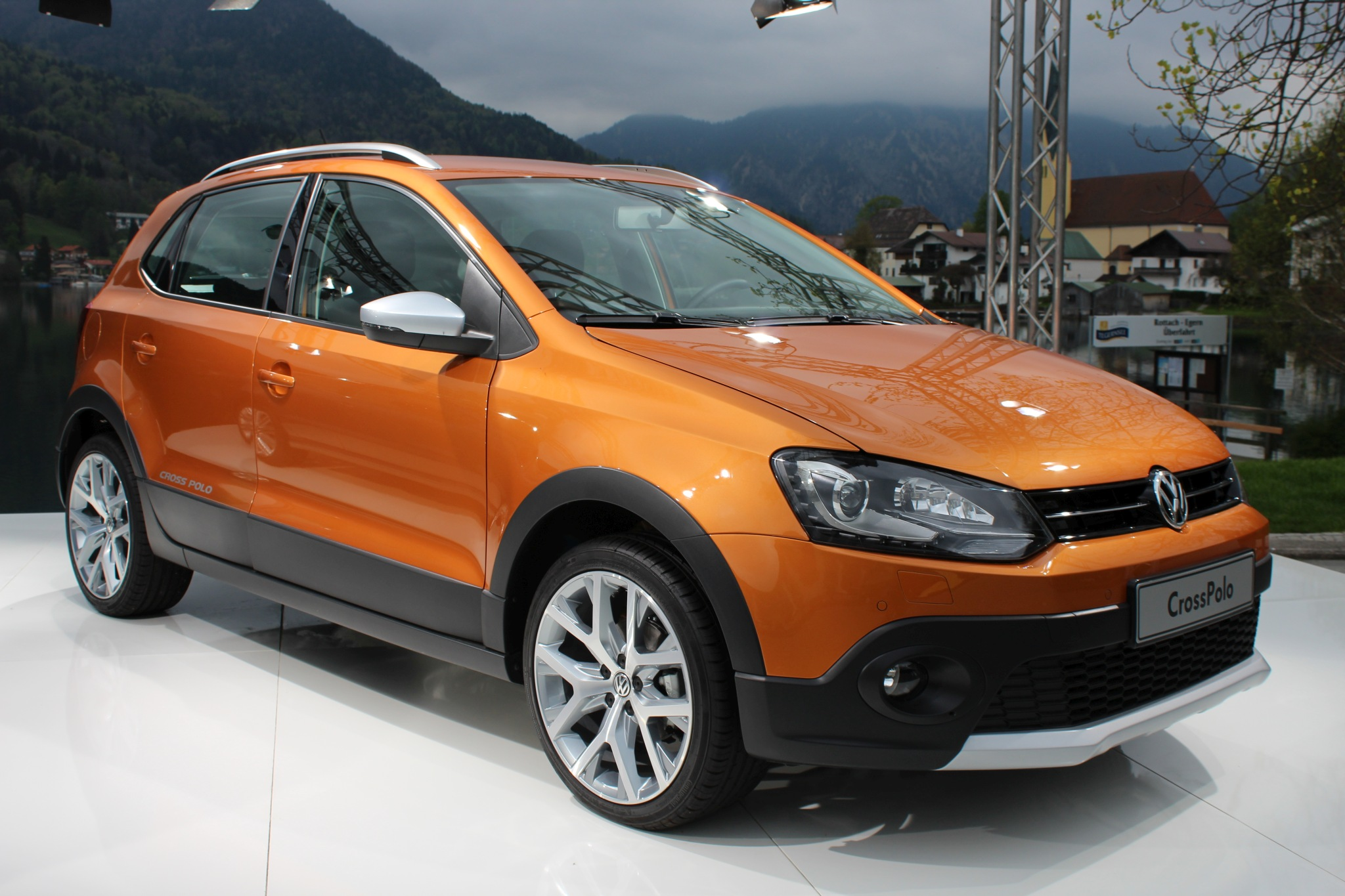
Cross Polo

Летом 2010 года появился новый Cross Polo, один из самых оригинальных автомобилей в классе. Он имел увеличенный на 15 миллиметров дорожный просвет и отличался ярко выраженными индивидуальными деталями, такими как передний бампер с большим воздухозаборником, закрытым решёткой из сот, и встроенными противотуманными фонарями. Под бампером размещалась хорошо видимая защита двигателя, а сбоку ярко выделялись пластмассовые расширители арок, переходящие в защиту нижней части дверей и порогов, и чёрные окантовки окон и центральных стоек. Задний бампер продолжал внедорожную тему и имел чёрный низ и серебристую имитацию диффузора в центре. Другим безошибочно узнаваемым элементом CrossPolo являлись рейлинги на крыше. Это были не просто декоративные элементы, на них можно было перевозить груз весом до 75 килограммов.
Салон автомобиля также выполнен во внедорожном стиле. Он мог иметь четыре различных цветовых оформления, зависящих от цвета кузова, который, в свою очередь, окрашивался в шесть оригинальных цветов. В салоне были установлены двухцветные спортивные сидения с карманами и ящиками для мелочей снизу, центральный подлокотник с ёмкостью внутри, оформленный кожей и хромом руль, хромированные рычажки на передней панели, алюминиевые накладки на педали.
Cross Polo оборудовался широкой гаммой из шести бензиновых и дизельных двигателей мощностью от 70 до 105 л. с., два из них могли комбинироваться с трансмиссией DSG. Выпускались только автомобили с пятидверным кузовом.
В 2010 году производство нового Polo и Cross Polo началась в Эйтенхахе, Южная Африка. А версия с кузовом седан (Polo Sedan) стала производиться по полному циклу на заводе Volkswagen в России под Калугой.
В марте 2012 года на Женевском автосалоне был представлен Polo BlueGT, автомобиль, сочетающий отличные динамические показатели с высокой топливной экономичностью. На нём впервые в истории фирмы был применён бензиновый четырёхцилиндровый двигатель с системой отключения части цилиндров ACT (Active Cylinder Technology).
При движении автомобиля с низкой и средней нагрузкой, для экономии топлива, в 1,4-литровом турбомоторе с непосредственным впрыском топлива (TSI) отключался привод клапанов второго и третьего цилиндров двигателя. Новый, полностью алюминиевый двигатель был специально разработан для применения этой технологии. Он имел два верхних распредвала, оба с регулируемыми фазами газораспределения, специальной конструкции впускной (со встроенным радиатором охлаждения наддувочного воздуха) и выпускной (интегрированный в головку блока) коллекторы и компактный турбокомпрессор. При оборотах двигателя от 1400 до 4000 об/мин отключение цилиндров происходило за 13—36 миллисекунд и было совершенно незаметно. За счёт высокой уравновешенности мотора он продолжал работать ровно. Водитель узнавал о том, сколько цилиндров задействовано, только по указателю на панели приборов. Интеллектуальная система управления следила за режимом движения и, если автомобиль двигался динамично, в спортивном режиме, не отключала цилиндры двигателя. При необходимости, систему можно было полностью отключить.
В результате, при среднем расходе топлива 4,7 л/100 км, Polo BlueGT разгонялся до 100 км/ч за 7,9 секунды и развивал максимальную скорость в 210 км/ч.

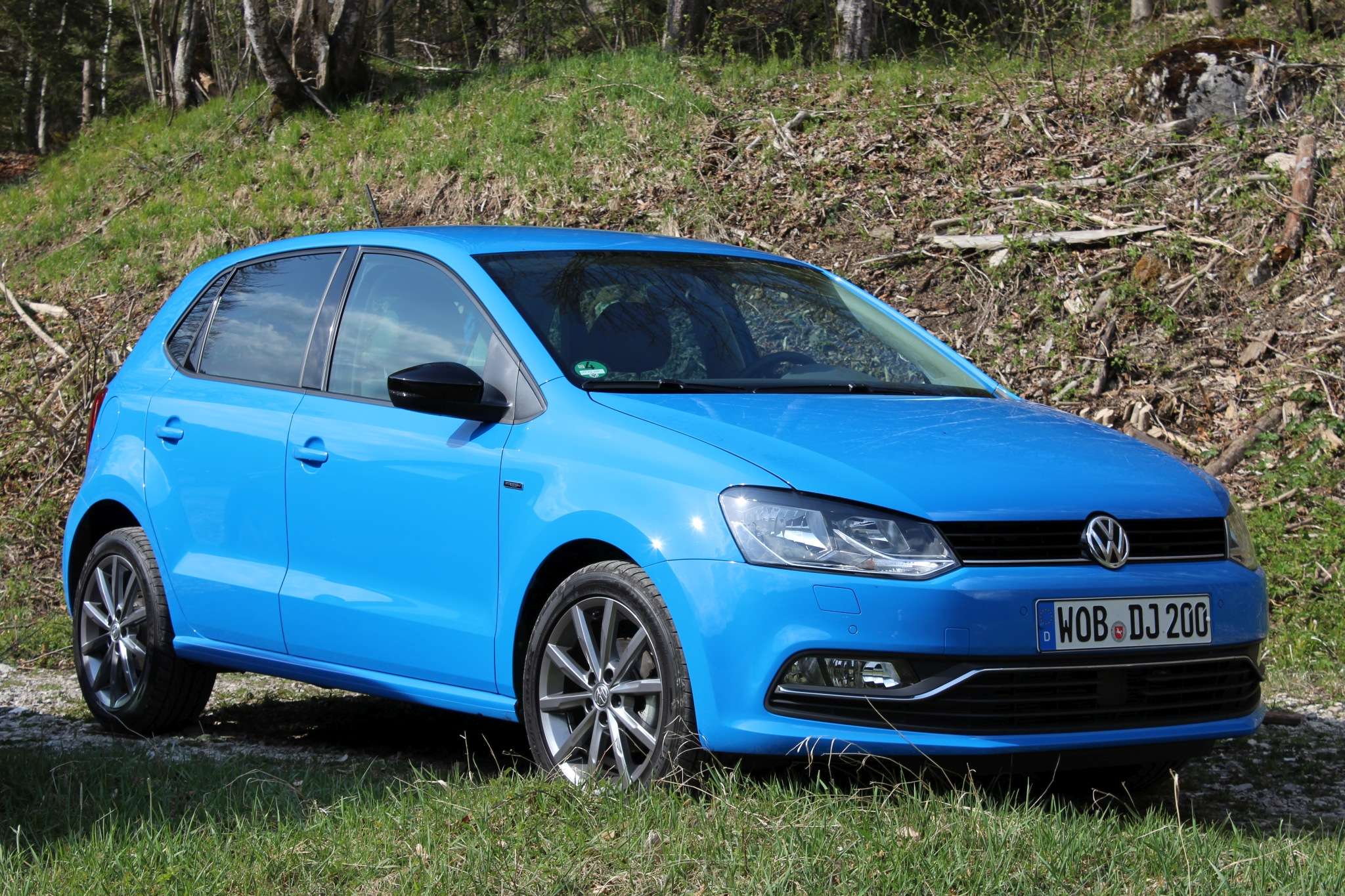
2014 Polo после модернизации

В начале 2014 года автомобиль был модернизирован. Немного изменённые передний и задние бампера, новые, без «кругляшей» внутри, фары и задние фонари не сильно изменили внешний вид автомобиля. Главные новшества были внутри. В салоне появилась новая мультимедийная система с сенсорным экраном, управлять которой стало возможно несколькими пальцами одновременно, как на смартфонах. Автомобили стали оснащаться адаптивным круиз-контролем с возможностью полной автоматической остановки. Гамма отвечающих требованиям Евро-6 двигателей состояла из двух новых бензиновых атмосферных трёхцилиндровых литровых моторов мощностью 60 и 75 л. с., двух модернизированных бензиновых четырёхцилиндровых 1,2-литровых турбодвигателей с непосредственным впрыском топлива (TSI) мощностью 90 и 110 л. с. и двух трёхцилиндровых 1,4-литровых турбодизелей мощностью 75 и 90 л. с. Устанавливаемая по заказу спортивная подвеска имела электронно управляемые амортизаторы, в рулевом управлении электроусилитель заменил электрогидравлический узел. Тормоза получили систему автоматического торможения после аварии, значительно снижающую вероятность последующих ударов и столкновений автомобиля.
В марте были представлены обновлённые версии Polo. В серии BlueMotion теперь стало два автомобиля. Polo TSI BlueMotion впервые, в рамках серии, оборудовался бензиновым турбомотором мощностью 90 л. с., расход топлива этого автомобиля составлял 4,1 л/100 км. Polo TDI BlueMotion с трёхцилиндровым турбодизелем мощностью 75 л. с. расходовал 3,1 литра топлива на 100 километров пробега. Мощность бензинового мотора с отключением части цилиндров Polo BlueGT возросла до 150 л. с., что сделало автомобиль ещё более динамичным, Cross Polo получил новые цвета кузова и материалы отделки салона. В феврале 2015 года в продажу поступил обновлённый Polo GTI с новым 1,8-литровым бензиновым турбомотором мощностью 192 л. с., который разгоняет автомобиль до 100 км/ч за 6,7 секунд, максимальная скорость возросла до 236 км/ч. Спортивный Polo вновь может комплектоваться шестиступенчатой механической коробкой передач в дополнении к автоматической семиступенчатой DSG, спортивной подвеской с электронно управляемыми амортизаторами и, впервые светодиодными (LED) фарами.
Летом 2017 года прекратилось производство Polo пятого поколения в Европе. Завод в Памплона закрылся на переоборудование под выпуск модели шестого поколения.
В июне 2020 года начался выпуск нового поколения Volkswagen Polo для российского рынка, новый лифтбек пришёл на смену седану с аналогичным названием. Он разрабатывался одновременно с Škoda Rapid 2020 модельного года, и фактически является его близнецом, созданным на той же платформе Volkswagen Group New A05+ (PQ25). Модели имеют схожие габариты кузова, множество одинаковых узлов, агрегатов, позиций оснащения.
| Двигатели и трансмиссия                                     | Двигатели и трансмиссия | Двигатели и трансмиссия | Двигатели и трансмиссия         | Двигатели и трансмиссия     | Двигатели и трансмиссия | Двигатели и трансмиссия | Двигатели и трансмиссия | Двигатели и трансмиссия |
| ----------------------------------------------------------- | ----------------------- | ----------------------- | ------------------------------- | --------------------------- | ----------------------- | ----------------------- | ----------------------- | ----------------------- |
| модель                                                      | объём, см³              | цилиндров/ клапанов     | мощность л. с./ обороты, об/мин | момент, Нм/ обороты, об/мин | трансмиссия             | годы применения         | примечания              | источник                |
| Бензиновые атмосферные                                      |                         |                         |                                 |                             |                         |                         |                         |                         |
| 1.2                                                         | 1198                    | 3-цил./ 12-кл.          | 60/5200                         | 108/3000                    | 5-ст. мех.              | 2009—2014               |                         | [ 60 ]                  |
| 1.2                                                         | 1198                    | 3-цил./ 12-кл.          | 70/5400                         | 112/3000                    | 5-ст. мех.              | 2009—2014               |                         | [ 60 ]                  |
| 1.4                                                         | 1390                    | 4-цил./ 16-кл.          | 85/5000                         | 152/3800                    | 5-ст. мех./ 7-ст. DSG   | 2009—2014               |                         | [ 60 ]                  |
| 1.0                                                         | 999                     | 3-цил./ 12-кл.          | 60/5000—6000                    | 95/3000—4300                | 5-ст. мех.              | 2014—2017               |                         | [ 84 ]                  |
| 1.0                                                         | 999                     | 3-цил./ 12-кл.          | 75/6200                         | 95/3000—4300                | 5-ст. мех.              | 2014—2017               |                         | [ 84 ]                  |
| Бензиновые с турбонаддувом                                  |                         |                         |                                 |                             |                         |                         |                         |                         |
| 1.0 TSI                                                     | 999                     | 3-цил.                  | 95/5000—5500                    | 160/1400—4000               | 5-ст. мех.              | 2014—2017               | TSI BlueMotion          | [ 84 ]                  |
| 1.2 TSI                                                     | 1197                    | 4-цил./ 8-кл.           | 105/5000                        | 175/1500—3000               | 6-ст. мех./ 7-ст. DSG   | 2009—2014               |                         | [ 60 ]                  |
| 1.4 TSI ACT                                                 | 1395                    | 4-цил./ 8-кл.           | 140/4500—6000                   | 250/1500—3500               | 6-ст. мех./ 7-ст. DSG   | 2012—2014               | BlueGT                  | [ 60 ]                  |
| 1.4 TSI*                                                    | 1395                    | 4-цил./ 8-кл.           | 180/6200                        | 250/2000—4500               | 7-ст. DSG               | 2010—2015               | GTI                     | [ 60 ]                  |
| 1.2 TSI                                                     | 1197                    | 4-цил./ 8-кл.           | 90/4800                         | 160/1400—4000               | 5-ст. мех./ 7-ст. DSG   | 2014—2017               |                         | [ 84 ]                  |
| 1.2 TSI                                                     | 1197                    | 4-цил./ 8-кл.           | 110/5000                        | 175/1500—4000               | 6-ст. мех./ 7-ст. DSG   | 2014—2017               |                         | [ 84 ]                  |
| 1.4 TSI ACT                                                 | 1395                    | 4-цил./ 8-кл.           | 150/5000—6000                   | 250/1500—3000               | 6-ст. мех./ 7-ст. DSG   | 2012—2017               | BlueGT                  | [ 84 ]                  |
| 1.8 TSI                                                     | 1798                    | 4-цил./ 8-кл.           | 192/4200—6200                   | 320/1450—4200               | 6-ст. мех./ 7-ст. DSG   | 2015—2017               | GTI                     | [ 84 ]                  |
| Турбодизели                                                 |                         |                         |                                 |                             |                         |                         |                         |                         |
| 1.2 TDI                                                     | 1199                    | 3-цил./ 6-кл.           | 75/4200                         | 180/2000                    | 5-ст. мех.              | 2009—2014               | BlueMotion              | [ 60 ]                  |
| 1.6 TDI                                                     | 1598                    | 4-цил./ 16-кл.          | 75/4000                         | 195/1500—2000               | 5-ст. мех.              | 2009—2014               |                         | [ 59 ]                  |
| 1.6 TDI                                                     | 1598                    | 4-цил./ 16-кл.          | 90/4200                         | 230/1750—2500               | 5-ст. мех./ 7-ст. DSG   | 2009—2014               |                         | [ 59 ]                  |
| 1.4 TDI                                                     | 1422                    | 3-цил./ 6-кл.           | 75/3000—3750                    | 210/1500—2000               | 5-ст. мех.              | 2014—2017               | TDI BlueMotion          | [ 84 ]                  |
| 1.4 TDI                                                     | 1422                    | 3-цил./ 6-кл.           | 90/3500                         | 230/1500—2500               | 5-ст. мех.              | 2014—2017               |                         | [ 84 ]                  |
| * — с двойным (турбина и механический нагнетатель) наддувом |                         |                         |                                 |                             |                         |                         |                         |                         |

| Euro NCAP                                                  | Euro NCAP | Euro NCAP | Euro NCAP             |
| ---------------------------------------------------------- | --------- | --------- | --------------------- |
| · общий рейтинг                                            |           |           |                       |
| 90%                                                        | 86%       | 41%       | 71%                   |
| взрослый пассажир                                          | ребёнок   | пешеход   | активная безопасность |
| Протестированная модель: VW Polo 1,2 Trendline, LHD (2009) |           |           |                       |

| JNCAP                                                   |                   |  |       |
| Рейтинги                                                | Водитель          |  | 32,14 |
| Рейтинги                                                | Передний пассажир |  | 22,41 |
| Протестированная модель: VW Polo TSI Comfortline (2009) |                   |  |       |

### Polo VI

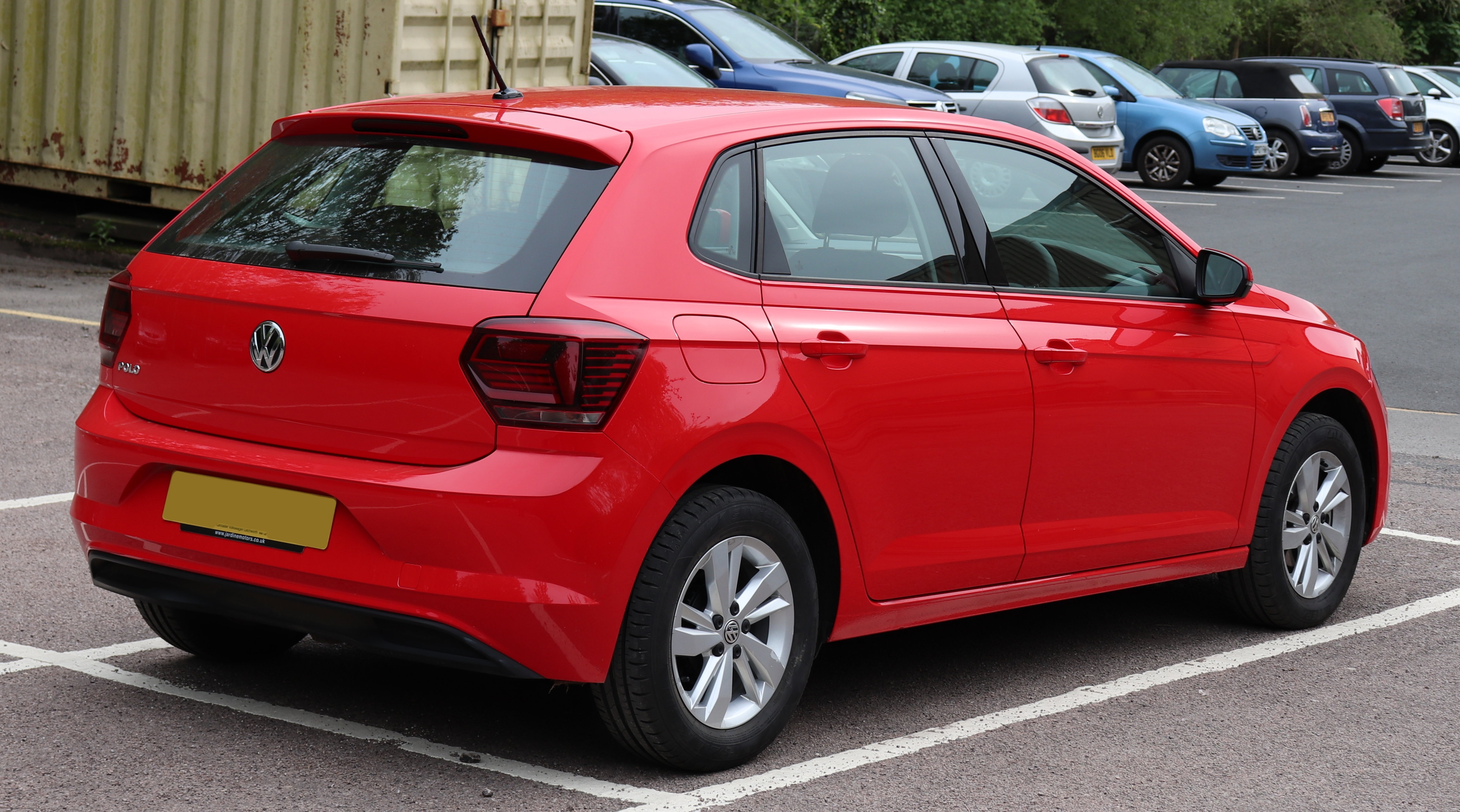
Polo VI

В июне 2017 года новый Polo следующего поколения был представлен в Берлине. Только пятидверный хетчбэк стал больше во всех измерениях, получил более просторный салон (объём багажника вырос до 351 литра) и широкий набор систем помощи водителю. В сентябре автомобиль поступил в продажу в большинстве стран Европы.
Новая модель сохранила классические пропорции первого Polo: короткий задний свес, конусообразный передок и динамичные задние стойки. В то же время — это современный автомобиль: более мужественный, взрослый и более эмоциональный. В салоне по-прежнему удобно, уютно, и всё окружение ориентировано на водителя. Так, посадка стала немного ниже, а все приборы и дисплеи расположены на одной визуальной оси.
Полностью новый кузов создан на корпоративной платформе MQB-A0. Благодаря этому он стал значительно просторнее, увеличились размеры салона и объём багажника. Несмотря на возросшие габариты, вес кузова вырос ненамного. Достигнуто это за счёт широкого (31%) использования деталей из высокопрочных сталей. Жёсткость кузова также возросла на 28% по сравнению с моделью предыдущего поколения. Из особенностей следует отметить то, что каркас крыши изначально создан под возможность установки большого сдвижного стеклянного люка, а капот фиксируется двумя скобами и замками по краям, что позволяет уменьшить травмирование пешеходов при столкновении.
Polo стал первым автомобилем фирмы на который можно заказать установку новой полностью электронной панели приборов. Развлекательная система может оснащаться 6,5 или 8-дюймовым экраном, а новейшая система климат-контроля имеет датчики влажности воздуха и положения солнца, а также антиаллергенный фильтр. Как опция, может быть установлена беспроводная зарядка для смартфона.
Кузов автомобиля может быть окрашен одним из четырнадцати оттенков цвета, на выбор предлагаются двенадцать вариантов колёс размерностью от 14 до 18 дюймов. В салон можно заказать декоративное оформление передней панели, а также сиденья в одиннадцати вариантах отделки.
Уже в базовом оснащении автомобиль имеет светодиодные ходовые огни и систему автоторможения с функцией распознавания пешеходов, а за доплату предлагается адаптивный круиз-контроль. Из новых опций, впервые предлагаемых для этой модели, следует отметить систему контроля слепых зон, систему полуавтоматической парковки и бесключевой доступ в салон и запуск автомобиля.
Гамма двигателей начиналась с однолитровых атмосферных моторчиков серии EA211 мощностью 65 и 75 л.с. Двигатели оборудовались системой впрыска топлива во впускной коллектор и регулировкой фаз газораспределения впускных клапанов и агрегатировались только с механической пятиступенчатой коробкой передач. Более мощные турбонаддувные двигатели той же серии выдавали 95 и 115 л.с. и имели систему непосредственного впрыска топлива и регулировку фаз газораспределения всех клапанов. Первый двигатель состыковывался с механической пятиступенчатой коробкой передач, когда как более мощный мотор оборудовался шестиступенчатой коробкой. Кроме этого, оба мотора могли быть оборудованы автоматической семиступенчатой коробкой передач с двумя сцеплениями (DSG). Два 1,6-литровых дизельных двигателя серии EA288 с турбонаддувом и промежуточным охлаждение воздуха развивали мощность 80 и 95 л.с. и оснащались целым комплектом систем очистки отработавших газов, включая сажевый фильтр. Оба двигателя комплектовались пятиступенчатой механической коробкой передач, а более мощный мог иметь и автоматическую семиступенчатую коробку. Впервые для модели Polo предлагался двухтопливный двигатель работающий как на бензине, так и на природном газе. Литровый двигатель той же серии EA211 развивал мощность 90 л.с. и имел клапаны со специальным покрытием и дополнительным смазыванием для обеспечения длительной работы на газе. Этот мотор агрегатировался только с механической пятиступенчатой коробкой передач. Все двигатели отвечают стандарту Евро-6 по содержанию вредных веществ в выхлопных газах.
В октябре 2017 года сборка нового Polo стартовала в Бразилии. Автомобиль с немного изменённой передней частью производится на заводе Anchieta plant в Сан-Бернарду-ду-Кампу.
Продолжая историю легендарных спортивных автомобилей, в декабре 2017 года в продажу поступил Polo GTI. Модель отличается знаменитой красной отделкой, заниженной на 15 миллиметров подвеской со специальными 17-дюймовыми колёсами и спортивными сиденьями. Четырёхцилиндровый 200-сильный двухлитровый двигатель серии EA888 с двойной системой впрыска топлива (непосредственный впрыск и впрыск во впускной коллектор) в сочетании с шестиступенчатой коробкой передач с двумя сцеплениями (DSG) позволяет автомобилю разгоняться до 100 км/ч за 6,7 секунд и достигать максимальной скорости в 237 км/ч.
| Двигатели и трансмиссия    | Двигатели и трансмиссия | Двигатели и трансмиссия | Двигатели и трансмиссия         | Двигатели и трансмиссия     | Двигатели и трансмиссия | Двигатели и трансмиссия | Двигатели и трансмиссия | Двигатели и трансмиссия |
| -------------------------- | ----------------------- | ----------------------- | ------------------------------- | --------------------------- | ----------------------- | ----------------------- | ----------------------- | ----------------------- |
| модель                     | объём, см³              | цилиндров/ клапанов     | мощность л. с./ обороты, об/мин | момент, Нм/ обороты, об/мин | трансмиссия             | годы применения         | примечания              | источник                |
| Бензиновые атмосферные     |                         |                         |                                 |                             |                         |                         |                         |                         |
| 1.0 MPI                    | 999                     | 3-цил./12-кл.           | 65/5100—6100                    | 95/3000—4300                | 5-ст. мех.              | 2017—                   |                         | [ 96 ]                  |
| 1.0 MPI                    | 999                     | 3-цил./12-кл.           | 75/6200                         | 95/3000—4300                | 5-ст. мех.              | 2017—                   |                         | [ 96 ]                  |
| 1.0 TGI                    | 999                     | 3-цил./12-кл.           | 90/4500—6000                    | 160/2000—4000               | 5-ст. мех.              | 2017—                   | CNG                     | [ 96 ]                  |
| Бензиновые с турбонаддувом |                         |                         |                                 |                             |                         |                         |                         |                         |
| 1.0 TSI                    | 999                     | 3-цил./12-кл.           | 95/5000—5500                    | 175/2000—3500               | 5-ст. мех./ 7-ст. DSG   | 2017—                   |                         | [ 96 ]                  |
| 1.0 TSI                    | 999                     | 3-цил./12-кл.           | 115/5000—5500                   | 200/2000—3500               | 6-ст. мех./ 7-ст. DSG   | 2017—                   |                         | [ 96 ]                  |
| 2.0 TSI                    | 1984                    | 4-цил./16-кл.           | 200/4400—6000                   | 320/1500—4400               | 6-ст. мех./ 6-ст. DSG   | 2017—                   | GTI                     | [ 96 ]                  |
| Турбодизели                |                         |                         |                                 |                             |                         |                         |                         |                         |
| 1.6 TDI                    | 1598                    | 4-цил./16-кл.           | 80/2700—4800                    | 230/1500—2250               | 5-ст. мех.              | 2017—                   |                         | [ 96 ]                  |
| 1.6 TDI                    | 1598                    | 4-цил./16-кл.           | 95/2700—4600                    | 250/1500—2500               | 5-ст. мех./ 7-ст. DSG   | 2017—                   |                         | [ 96 ]                  |

| Euro NCAP                                                          | Euro NCAP | Euro NCAP | Euro NCAP             |
| ------------------------------------------------------------------ | --------- | --------- | --------------------- |
| · общий рейтинг                                                    |           |           |                       |
| 96%                                                                | 85%       | 76%       | 59%                   |
| взрослый пассажир                                                  | ребёнок   | пешеход   | активная безопасность |
| Протестированная модель: VW Polo 1.0 TSI 'Comfortline', LHD (2017) |           |           |                       |

### Polo GTI

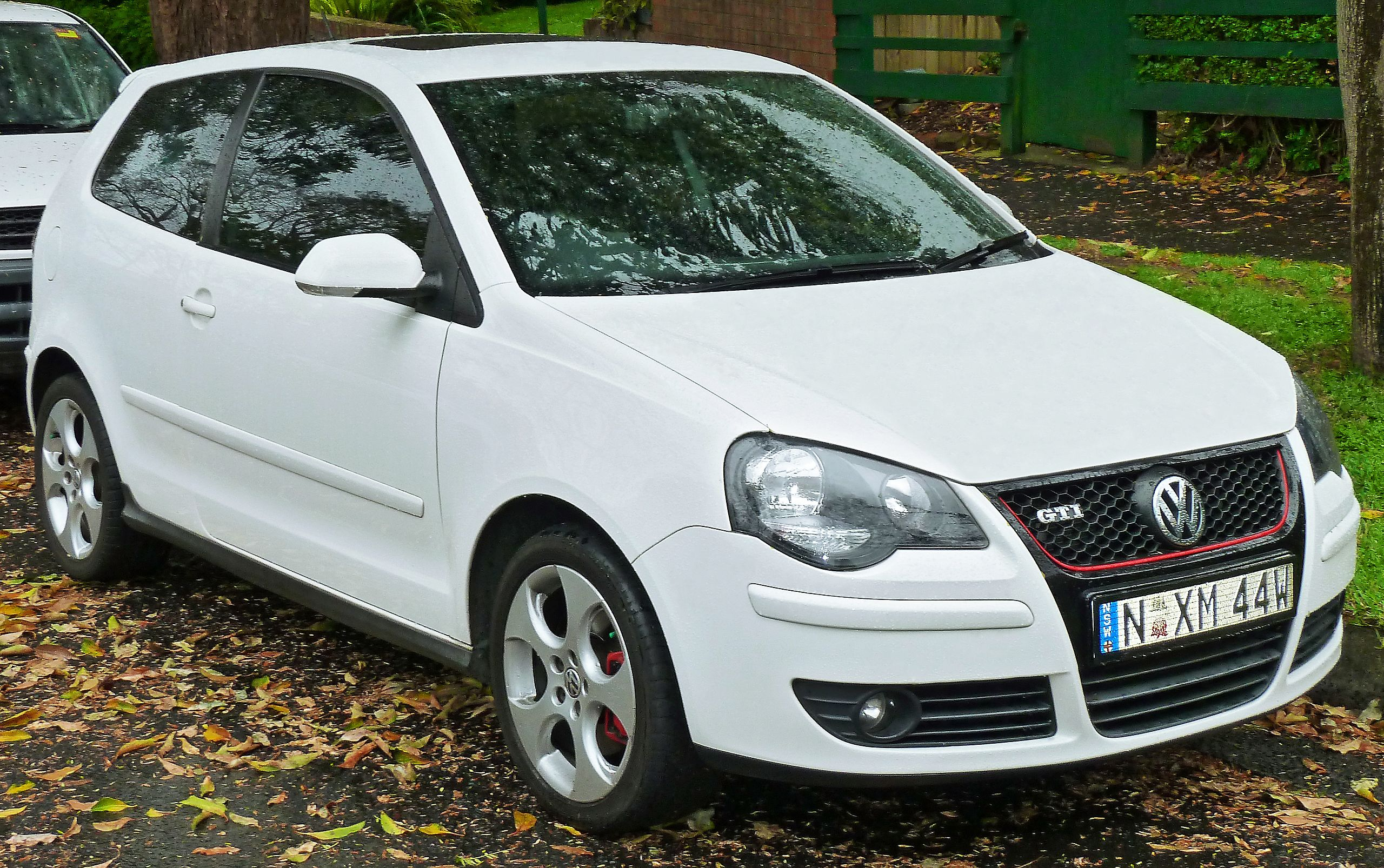
Polo GTI Mk3

Volkswagen Polo GTI — это версия базовой модели Polo типа горячий хетчбэк, с заводским тюнингом. Дебютировал в 1979 году, как Volkswagen Polo GT, с 1998 года данная вариация модели получила современное наименование Polo GTI. Выпускался с кузовами хетчбэк (3 или 5 дверей).

## Производство и продажи
13 марта 1975 года Polo был впервые показан на Женевском автосалоне, в мае первые автомобили поступили к покупателям. В августе 1981 года началось производство автомобилей второго поколения, а в декабре появился седан Derby. В 1983 году был изготовлен миллионный автомобиль. В феврале 1984 года автомобили начали собирать в Испании на заводе SEAT, расположенном в городе Памплона муниципалитета Марторель. В июне 1986 года Volkswagen приобрёл 51% акций SEAT и включил этот бренд в состав корпорации. В декабре 1986 года с конвейера сошёл двухмиллионный Polo. 21 мая 1990 года первый Polo был собран на заводе Trabant в Цвиккау. Через год, в мае 1991 года, был собран трёхмиллионный автомобиль Polo.
В апреле 1994 года Volkswagen стал полноправным владельцем завода Fábricia Navarra de Automóviles, S.A., который производил Polo в Памплона; в декабре завод был переименован в Volkswagen Navarra, S.A. В августе 1994 года увидели свет автомобили третьего поколения, сначала в Испании в Памплона и месяцем позже — в Вольфсбурге. Впервые был представлен Polo с пятидверным кузовом. В июне 1995 года был выпущен 4-миллионный автомобиль. 17 ноября 1995 года в Аргентине в городе General Pacheco, недалеко от Буэнос-Айрес, был открыт новый сборочный завод, на котором в апреле 1996 года началось производство Polo (хетчбэк) и Polo Classic (седан). В ноябре 1995 года второе поколение Caddy, сделанное на основе Polo, начали собирать в Испании, в Марторель. В мае 1997 года выпущен пятимиллионный Polo. В июне 1999 года производство Polo началось на новом заводе в Братиславе, Словакия. В октябре 2000 года, в 25-летний юбилей Polo был изготовлен 6,5-миллионный автомобиль.
В августе 2001 года началось производство Polo четвёртого поколения. Автомобиль был официально представлен публике на Франкфуртском автосалоне в трагический день 11 сентября 2001 года. В декабре серийное производство Polo началось в Шанхае, Китай. С началом производства в 2002 году Polo и в 2003 году Polo Sedan старейший завод Volkswagen за пределами Германии, в Сан-Бернарду-ду-Кампу в Бразилии, был серьёзно модернизирован. Fox и обновлённый Polo 2005 года продолжали производить в Аргентине, был выпущен седан Polo Classic под номером 200 001, этот автомобиль вошёл в десятку самых массовых автомобилей Аргентины за всю историю. В 2006—2009 годах Polo собирали в Бельгии на заводе Audi около Брюсселя. В 2007 году производство Polo в Братиславе было прекращено, вместо него с 2008 года здесь начали собирать Skoda Octavia.
30 марта 2009 года начался выпуск новых Polo пятого поколения в Памплона, Испания. В начале 2009 года в городе Пуна в Индии был открыт сборочный завод, в мае здесь начали сборку Skoda Fabia, а с декабря запустили Polo, 4 февраля 2010 года здесь собрали Polo под номером 11 111 111. В 2010 году производство нового Polo, Polo Vivo и Cross Polo началось в городе Эйтенхахе, Южная Африка.
| Продажи в России  | Продажи в России | Продажи в России | Продажи в России  |
| ----------------- | ---------------- | ---------------- | ----------------- |
| Год               | Polo             | Polo Sedan       | Источник          |
| 1998              | 1001             | -                | [ 112 ]           |
| 1999              | н. д.            | -                |                   |
| 2000              | н. д.            | -                |                   |
| 2001              | 284              | -                | [ 113 ]           |
| 2002              | 419              | -                | Авторевю № 2 2003 |
| 2003              | 391              | -                | Авторевю № 2 2004 |
| 2004              | 249              | -                | Авторевю № 2 2005 |
| 2005              | 406              | -                | [ 114 ]           |
| 2006              | 652              | -                | Авторевю № 3 2007 |
| 2007              | 1363             | -                | [ 115 ]           |
| 2008              | 1372             | -                | [ 116 ]           |
| 2009              | 1103             | -                | [ 117 ]           |
| 2010              | 2700             | 7710             | [ 118 ]           |
| 2011              | н. д.            | 47 491           | [ 119 ]           |
| 2012              | н. д.            | 69 385           | [ 120 ]           |
| 2013              | 2011             | 72 565           | [ 121 ]           |
| 2014              | н. д.            | 58 953           | [ 122 ]           |
| 2015              | -                | 45 390           | [ 123 ]           |
| 2016              | -                | 47 602           | [ 124 ]           |
| н. д.— нет данных |                  |                  |                   |

| Мировое производство | Мировое производство | Мировое производство | Мировое производство | Мировое производство         |
| -------------------- | -------------------- | -------------------- | -------------------- | ---------------------------- |
| Год                  | Всего                | Polo                 | Classic/Sedan        | Источник                     |
| 1975                 | 74 180               | -                    | -                    | Volkswagen Chronicle, p. 103 |
| 1976                 | 144 677              | -                    | -                    | Volkswagen Chronicle, p. 105 |
| 1977                 | 112 744              | -                    | -                    | Volkswagen Chronicle, p. 107 |
| 1978                 | 112 456              | -                    | -                    | Volkswagen Chronicle, p. 109 |
| 1979                 | 132 947              | -                    | -                    | Volkswagen Chronicle, p. 113 |
| 1980                 | 126 860              | -                    | -                    | Volkswagen Chronicle, p. 115 |
| 1981                 | 102 985              | -                    | -                    | Volkswagen Chronicle, p. 117 |
| 1982                 | 142 356              | -                    | -                    | Volkswagen Chronicle, p. 127 |
| 1983                 | 146 873              | -                    | -                    | Volkswagen Chronicle, p. 129 |
| 1984                 | 146 249              | -                    | -                    | Volkswagen Chronicle, p. 131 |
| 1985                 | 166 259              | -                    | -                    | Volkswagen Chronicle, p. 133 |
| 1986                 | 214 508              | -                    | -                    | Volkswagen Chronicle, p. 135 |
| 1987                 | 232 158              | -                    | -                    | Volkswagen Chronicle, p. 137 |
| 1988                 | 215 332              | -                    | -                    | Volkswagen Chronicle, p. 139 |
| 1989                 | 228 867              | -                    | -                    | Volkswagen Chronicle, p. 141 |
| 1990                 | 225 806              | -                    | -                    | Volkswagen Chronicle, p. 145 |
| 1991                 | 325 282              | -                    | -                    | Volkswagen Chronicle, p. 149 |
| 1992                 | 306 490              | -                    | -                    | Volkswagen Chronicle, p. 157 |
| 1993                 | 176 327              | -                    | -                    | Volkswagen Chronicle, p. 161 |
| 1994                 | 151 993              | -                    | -                    | Volkswagen Chronicle, p. 163 |
| 1995                 | 382 785              | -                    | -                    | Volkswagen Chronicle, p. 167 |
| 1996                 | 513 720              | -                    | -                    | Volkswagen Chronicle, p. 169 |
| 1997                 | 593 392              | -                    | -                    | Volkswagen Chronicle, p. 173 |
| 1998                 | 588 404              | -                    | -                    | Volkswagen Chronicle, p. 175 |
| 1999                 | 414 066              | 319 029              | 95 037               | Annual Report 1999, p. 50    |
| 2000                 | 463 163              | 376 164              | 86 999               | Annual Report 2000, p. 53    |
| 2001                 | 391 219              | 345 379              | 45 840               | Annual Report 2002, p. 76    |
| 2002                 | 548 214              | 523 512              | 24 702               | Annual Report 2002, p. 76    |
| 2003                 | 506 275              | 422 003              | 84 272               | Annual Report 2003, p. 85    |
| 2004                 | 434 474              | 334 143              | 100 331              | Annual Report 2004, p. 89    |
| 2005                 | 411 743              | 352 120              | 59 623               | Annual Report 2005, p. 39    |
| 2006                 | 468 788              | 401 551              | 67 237               | Annual Report 2006, p. 43    |
| 2007                 | 536 463              | 449 602              | 86 861               | Annual Report 2007, p. 81    |
| 2008                 | 470 846              | 408 679              | 62 167               | Annual Report 2008, p. 81    |
| 2009                 | 470 588              | 453 824              | 16 764               | Annual Report 2009, p. 90    |
| 2010                 | 652 248              | 635 556              | 16 692               | Annual Report 2010, p. 108   |
| 2011                 | 822 399              | 809 549              | 12 850               | Annual Report 2011, p. 112   |
| 2012                 | 726 784              | 711 519              | 15 265               | Annual Report 2012, p. 107   |
| 2013                 | 725 291              |                      |                      | Annual Report 2013, p. 25    |
| 2014                 | 753 754              |                      |                      | Annual Report 2014, p. 25    |
| 2015                 | 754 546              |                      |                      | Annual Report 2015, p. 25    |
| 2016                 | 794 388              |                      |                      | Annual Report 2016, p. 25    |

### Материалы Volkswagen
1. 100 years of Audi – a premium brand with a proud history. — Audi MediaServices. — 4 p.
2. A History of Audi The 1960s. — Audi. — 10 p.
3. Markus Lupa. Volkswagen Chronicle (англ.). — Wolfsburg: Volkswagen AG, 2008. — P. 246. — ISBN 978-3-935112-11-6. — ISSN 1615-1593. Архивировано 21 июня 2017 года.
4. Volkswagen Chronik 1992–2012 (англ.). — Volkswagen AG, 2017. — P. 66.
5. Annual Report 1999 (англ.). — Wolfsburg, Germany: Volkswagen AG, Finanz-Analytik und -Publizitat. — P. 103. Архивировано 3 марта 2016 года.
6. Annual Report 2000 (англ.). — Wolfsburg, Germany: Volkswagen AG, Finanz-Analytik und -Publizitat. — P. 115. Архивировано 2 октября 2013 года.
7. Annual Report 2001 (англ.). — Wolfsburg, Germany: Volkswagen AG, Finanz-Analytik und -Publizitat. — P. 147. Архивировано 27 августа 2015 года.
8. Annual Report 2002 (англ.). — Wolfsburg, Germany: Volkswagen AG, Finanz-Analytik und -Publizitat. — P. 154. Архивировано 4 марта 2016 года.
9. Annual Report 2003 (англ.). — Wolfsburg, Germany: Volkswagen AG, Finanz-Analytik und -Publizitat. — P. 188. Архивировано 4 марта 2016 года.
10. Annual Report 2004 (англ.). — Wolfsburg, Germany: Volkswagen AG, Finanz-Analytik und -Publizitat. — P. 220. Архивировано 8 августа 2014 года.
11. Annual Report 2005 (англ.). — Wolfsburg, Germany: Volkswagen AG, Finanz-Analytik und -Publizitat. — P. 200. Архивировано из оригинала 8 августа 2014 года.
12. Annual Report 2006 (англ.). — Wolfsburg, Germany: Volkswagen AG, Finanz-Analytik und -Publizitat. — P. 207. Архивировано 8 августа 2014 года.
13. Annual Report 2007 (англ.). — Wolfsburg, Germany: Volkswagen AG. — P. 308. Архивировано 21 июля 2017 года.
14. Annual Report 2008 (англ.). — Wolfsburg Germany: Volkswagen, AG. — P. 294. Архивировано 21 июля 2017 года.
15. Annual Report 2009 (англ.). — Wolfsburg, Germany: Volkswagen Aktiengesellschaft. — P. 370. Архивировано 21 июля 2017 года.
16. Annual Report 2010 (нем.). — Wolfsburg, Germany: Volkswagen AG. — S. 340.
17. Annual Report 2011 (англ.). — Wolfsburg: Volkswagen Aktiengesellschaft. — P. 436. — ISSN 258.809.536.00. Архивировано 2 февраля 2017 года.
18. Annual Report 2012 (англ.). — Wolfsburg, Germany: Volkswagen AG. — P. 368. — ISSN 358.809.541.20. Архивировано 21 июля 2017 года.
19. Annual Report 2013 (англ.). — Wolfsburg, Germany: Volkswagen Aktiengesellschaft. — P. 494. — ISSN 458.809.550.00. Архивировано 21 июля 2017 года.
20. Annual Report 2014 (англ.). — Wolfsburg, Germany: Volkswagen AG. — P. 422. Архивировано 21 июля 2017 года.
21. Annual Report 2015 (англ.). — Wolfsburg, Germany: Volkswagen AG. — P. 424. Архивировано 20 февраля 2017 года.
22. Annual Report 2016 (англ.). — Wolfsburg, Germany: Volkswagen AG. — P. 422. Архивировано 12 июля 2017 года.

### Брошюры
1. Der neue Polo (нем.). — Germany, 1994. — August. — S. 59. Архивировано 28 марта 2016 года.
2. The Polo 2003 Model Year (англ.). — UK: Volkswagen Information Service, 2002. — May (no. PVW103PO). — P. 36. Архивировано 9 мая 2016 года.
3. The Polo 2005 Model Year (англ.). — UK: Volkswagen Information Service, 2005. — January (no. PVW103PO). — P. 30. Архивировано 6 июля 2016 года.
4. The Polo (англ.). — UK: Volkswagen Information Service, 2007. — July (no. PVW196POLO). — P. 33. Архивировано 15 ноября 2012 года.
5. The New Polo (англ.). — UK: Volkswagen Information Service, 2009. — August (no. PVW444NEWPO). — P. 32. Архивировано 13 ноября 2012 года.
6. The Polo (англ.). — UK: Volkswagen Information Service, 2013. — November (no. PVW444NEWPO). — P. 44. Архивировано 4 марта 2016 года.
7. The Polo (англ.). — UK: Volkswagen Information Service, 2015. — February (no. PVW900POL). — P. 55. Архивировано 4 июля 2015 года.
8. The New Polo (англ.). — UK: Volkswagen Information Service, 2018. — February. — P. 40. Архивировано 9 марта 2018 года.

### Руководства по ремонту
1. Автомобиль Polo модельного года 2002 : Программа самообучения 263. — Wolfsburg: VOLKSWAGEN AG. — № SSP 263. — С. 60.
2. Polo 2018. Введение // Volkswagen Service Training : Программа самообучения 571. — № PPS 571. — С. 63.